# Ciudad del Este
Ciudad del Este, anteriormente llamada Puerto Flor de Lis y luego Puerto Presidente Stroessner, es una ciudad localizada al extremo este de la Región Oriental de la República del Paraguay. Es la capital del departamento de Alto Paraná y está situada a 327 km de la capital del país —Asunción—, conectada por la Ruta PY02. Se une con Brasil a través del Puente Internacional de la Amistad sobre el río Paraná. Es la ciudad más grande dentro de la región denominada Triple Frontera, conformada con Foz de Iguazú (Brasil), y Puerto Iguazú (Argentina), que constituyen un aglomerado transnacional de casi un millón de habitantes. En cercanías de la ciudad se encuentran la Represa de Itaipú, una de las centrales hidroeléctricas más grandes del mundo. En resumen: Itaipú se destaca por su producción de energía hidroeléctrica, su compromiso con la sostenibilidad y su apoyo a otros proyectos de energías renovables. La Binacional busca ser un referente en la transición hacia un futuro energético más limpio y sostenible, impulsando el uso de energías renovables y la eficiencia energética. También en sus cercanías se encuentra las Cataratas del Iguazú, una de las maravillas del mundo natural.
Por su gran cantidad de población, su desarrollo económico, comercial, industrial y centro financiero de la región lo hace ser la segunda ciudad más importante del Paraguay, detrás de Gran Asunción. Según el censo paraguayo de 2022 cuenta con 325 819 habitantes. Su área metropolitana, denominada Gran Ciudad del Este, incluye a las ciudades de Hernandarias, Minga Guazú y Presidente Franco los cuales incrementan la población a más de medio millón de habitantes. La ciudad cuenta con una importante población de inmigrantes libaneses, árabes (gran parte del islam), chinos, japoneses, argentinos, brasileños, bengalíes, taiwaneses y últimamente se ha observado una gran cantidad de alemanes, españoles, italianos y gran parte provenientes de Europa y Asia.  También es sede regional de la Diócesis de Ciudad del Este.
Ciudad del Este se caracteriza por ser una ciudad comercial y últimamente industrial. Es la ciudad de turismo de compras más importante del país. Diariamente muchos turistas, en especial brasileños y argentinos, cruzan el Puente de la Amistad en la frontera para comprar en Ciudad del Este.
Ciudad del Este posee consulados de:
- Argentina, Brasil, Perú, Uruguay, Chile,  México, España, Francia, Alemania, Italia,  Montenegro, Eslovaquia, Siria, Turquía y Taiwán.[7]

El Aeropuerto Internacional Guaraní (AGT), segundo aeropuerto más importante del país y ubicada en la ciudad vecina Minga Guazú, dicho Aeropuerto sirve a Ciudad del Este. Es también hogar del Club Atlético 3 de Febrero, que cuenta con el Estadio Antonio Aranda, el cual fue utilizado para la Copa América 1999 y es el tercer estadio más grande del fútbol paraguayo. La ciudad es sede de la segunda universidad estatal más grande e importante del Paraguay, la Universidad Nacional del Este, y de otras universidades importantes como la Universidad Privada del Este y la Universidad Internacional Tres Fronteras.

## Elementos identitarios

### Toponimia
La mayoría de las ciudades paraguayas con siglos de antigüedad deben su nombre a antiguas reducciones o puertos fundados en la época virreinal, casi todas ellas en alusión a una entidad religiosa (Rosario de Luque, Encarnación de Itapúa, Candelaria de Capiatá). El nombre de «Ciudad del Este» se debe a su condición de ser la ciudad más oriental de la República del Paraguay, la ciudad del sol naciente, característica compartida con la ciudad de Salto.

### Símbolos
La bandera de Ciudad del Este emplea un fondo blanco en la que se superpone el escudo, el cual se trata de una heráldica minimalista representado por los colores dominantes rojo y blanco. Dentro del escudo rojo hay un pergamino que desplega cuatro íconos de la ciudad, en sentido a las agujas del reloj: la figura del sol naciente cuya gama de colores es rojo y amarillo, el Puente de la Amistad representado en perspectiva, la flor de lis y finalmente la figura del santo patrono Blas de Sebaste. Continúa siendo la bandera oficial por décadas y hasta la fecha no se presentaron modificaciones ni proyectos para rediseñarlo. El símbolo del sol naciente constituye el ícono más popularizado en los últimos tiempos, algo que se puede destacar en la pintura artística del anfiteatro del lago.

## Historia

### El proceso fundacional

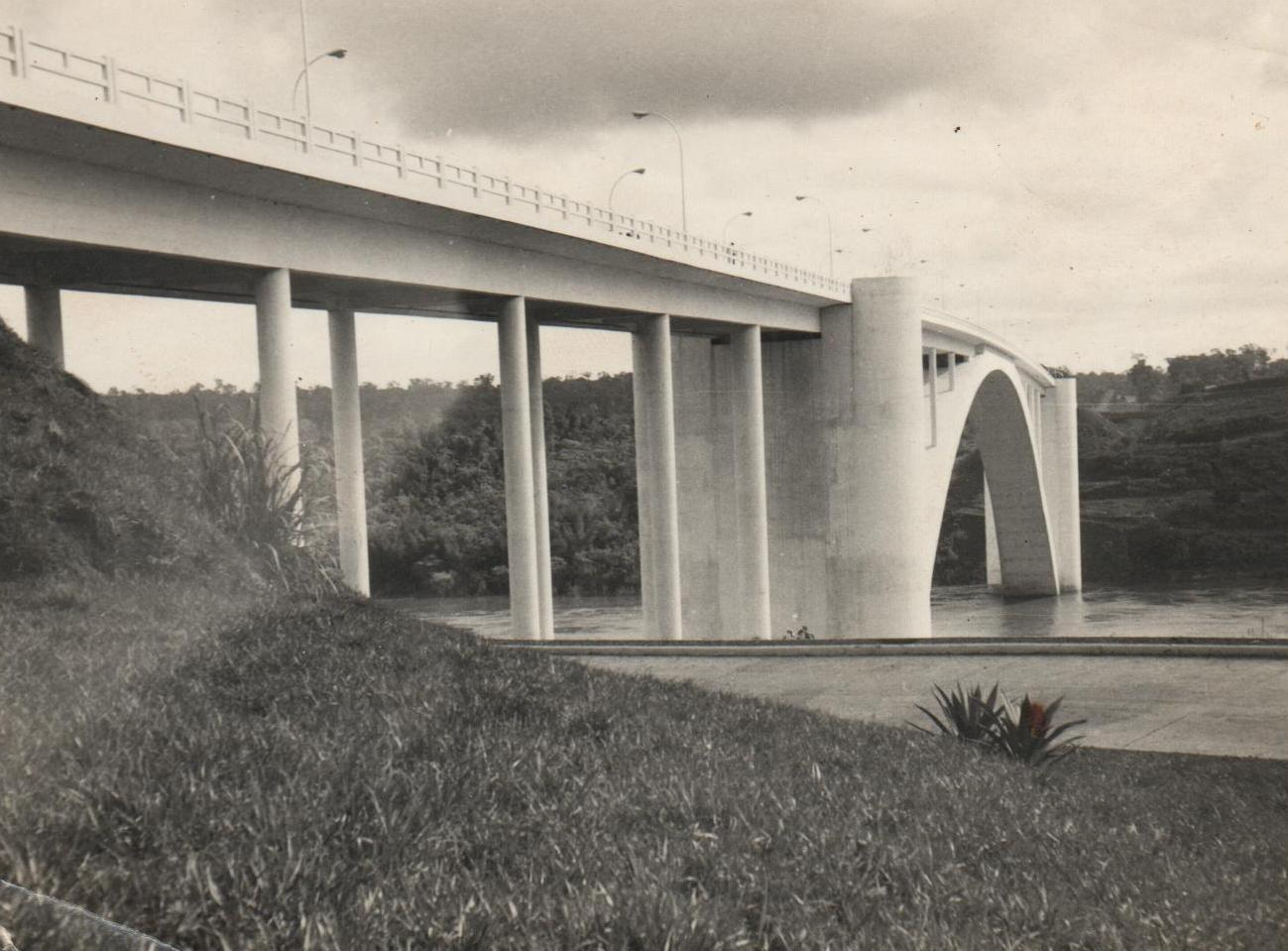
El Puente de la Amistad en 1965.

Luego de la caída del presidente argentino Juan Domingo Perón, en la década de 1950, el gobierno paraguayo tomó la determinación de impulsar vigorosamente la llamada «Marcha hacia el Este», buscando llegar al océano Atlántico, a través del Brasil. El problema principal con que se tropezaba en la salida a través del Río de la Plata era el flete excesivamente caro, que tornaba poco o nada competitivo los productos que se exportaban, así como exageradamente caros los que se compraban del exterior.
Resultó de trascendental importancia la prosecución de la ruta hasta la orilla del río Paraná. Al frente de los trabajos se designó al entonces capitán Porfirio Pereira Ruiz Díaz, quien tuvo a su cargo contingentes de varias unidades militares para emprender la tarea de construir unos 200 kilómetros de tramo desde Coronel Oviedo. El trazado de la ruta ya se había hecho, por lo que el trabajo consistió básicamente en ganarle picadas al monte, en condiciones muy adversas. Era común que quienes participaron de los duros trabajos se enfermen, o que se enfrenten a animales salvajes, o a fuertes y frecuentes lluvias.
Todo esto sirve para dimensionar el esfuerzo que significó la apertura de la carretera, que abriría nuevas perspectivas para el país, y que concluiría con la fundación de una ciudad. En 1955 se había constituido la Comisión Mixta Paraguayo-Brasileña que iría a impulsar la carretera al Este. Y en 1956 se realizó un vuelo de reconocimiento sobre el Alto Paraná.
Así, se fundó por decreto el 3 de febrero de 1957, con el nombre de «Puerto Flor de Lis», impulsado por el Gobierno para buscar la salida hacia el océano Atlántico por el Brasil, y así dejar de depender netamente de la salida al océano por el Río de la Plata.

### Cambio de nombre

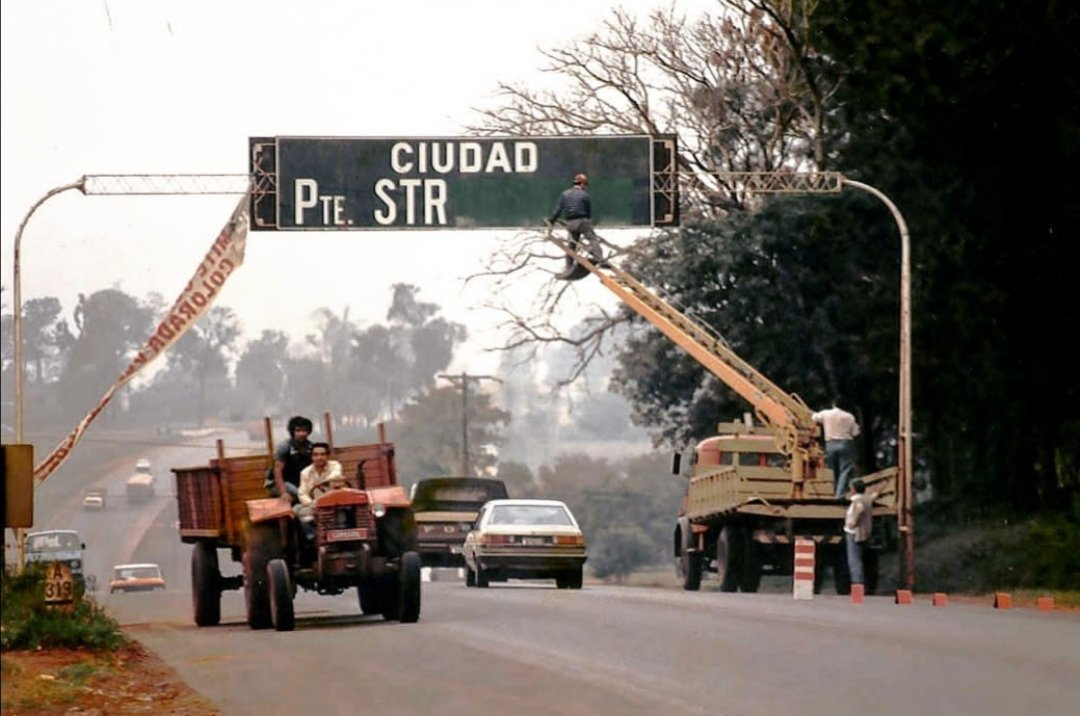

Después fue cambiado a «Puerto Presidente Stroessner», en honor al dictador Alfredo Stroessner, hasta el golpe de Estado del 3 de febrero de 1989. En días posteriores, fue plebiscitado el nuevo nombre y los ciudadanos eligieron el de «Ciudad del Este».
Fue difícil instalarse en la región debido a las inhóspitas selvas que la cubrían, pero la ciudad tuvo un gran despegue económico con la construcción del puente y de las represas Acaray e Itaipú entre los años 1960 y 1970, los cuales consolidaron la economía local y como resultado, el despegue del desarrollo urbano.
Es una de las metrópolis más cosmopolitas del mundo; en la zona viven muchos inmigrantes de diversas nacionalidades como los de la chinos, árabes, indios, coreanos, etc. 
Actualmente es la segunda ciudad más desarrollada y poblada del país, siendo la única ciudad del país, además de Asunción, en contar con una población 100% urbanizada y moderna.

### Historia contemporánea

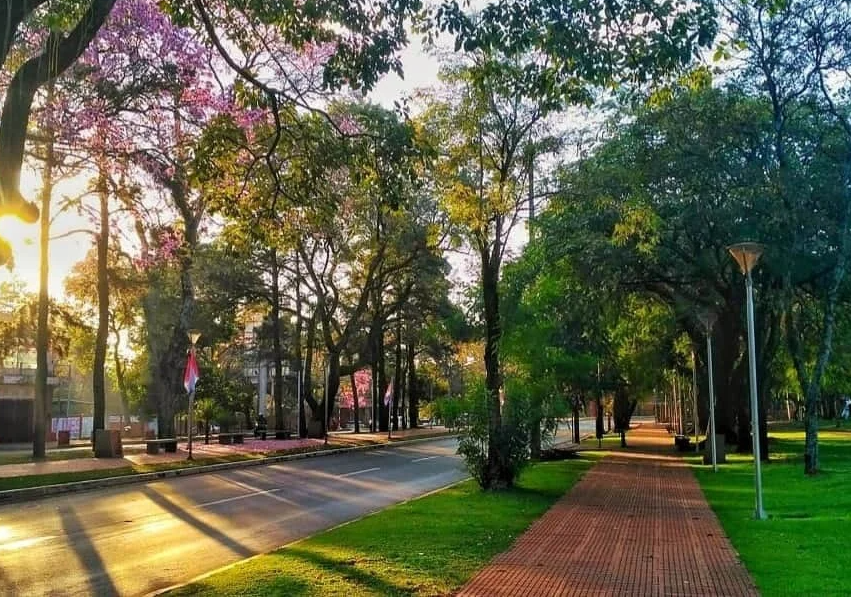
Avenida Bernardino Caballero.

La ciudad va tomando un aspecto cada vez más urbano, debido a la alta demanda de infraestructura que requiere la nueva migración. Esto se refleja en varios proyectos urbanos tales como barrios proyectados, nuevas avenidas, nuevos parques y plazas, boom inmobiliario, señalización con pintura termoplástica, crecimiento vertical, complejos habitacionales, hormigones hidráulicos, etc. La segunda mejor universidad pública del país, la Universidad Nacional del Este, fue fundada en 1993 y en la actualidad constituye el principal eje de la educación superior en la región este del país. Actualmente se encuentra en construcción la Costanera Ñanerendá sobre el río Acaray del barrio San Juan, cuya inauguración se prevé para 2021.
Desde su fundación, el Puente Internacional de la Amistad constituyó la principal vía de acceso transnacional para vehículos de gran porte, así como el flujo de buses turísticos; sin embargo, el tráfico vehicular se descongestionará una vez que culmine la construcción del Puente Internacional de la Integración, ubicado 3 km río abajo en Presidente Franco. El Puente de la Integración, sin prohibir la circulación de vehículos livianos, será de uso exclusivo para vehículos de gran porte que ingresan al Alto Paraná; mientras que el Puente de la Amistad pasará a ser exclusivamente turístico y civil.

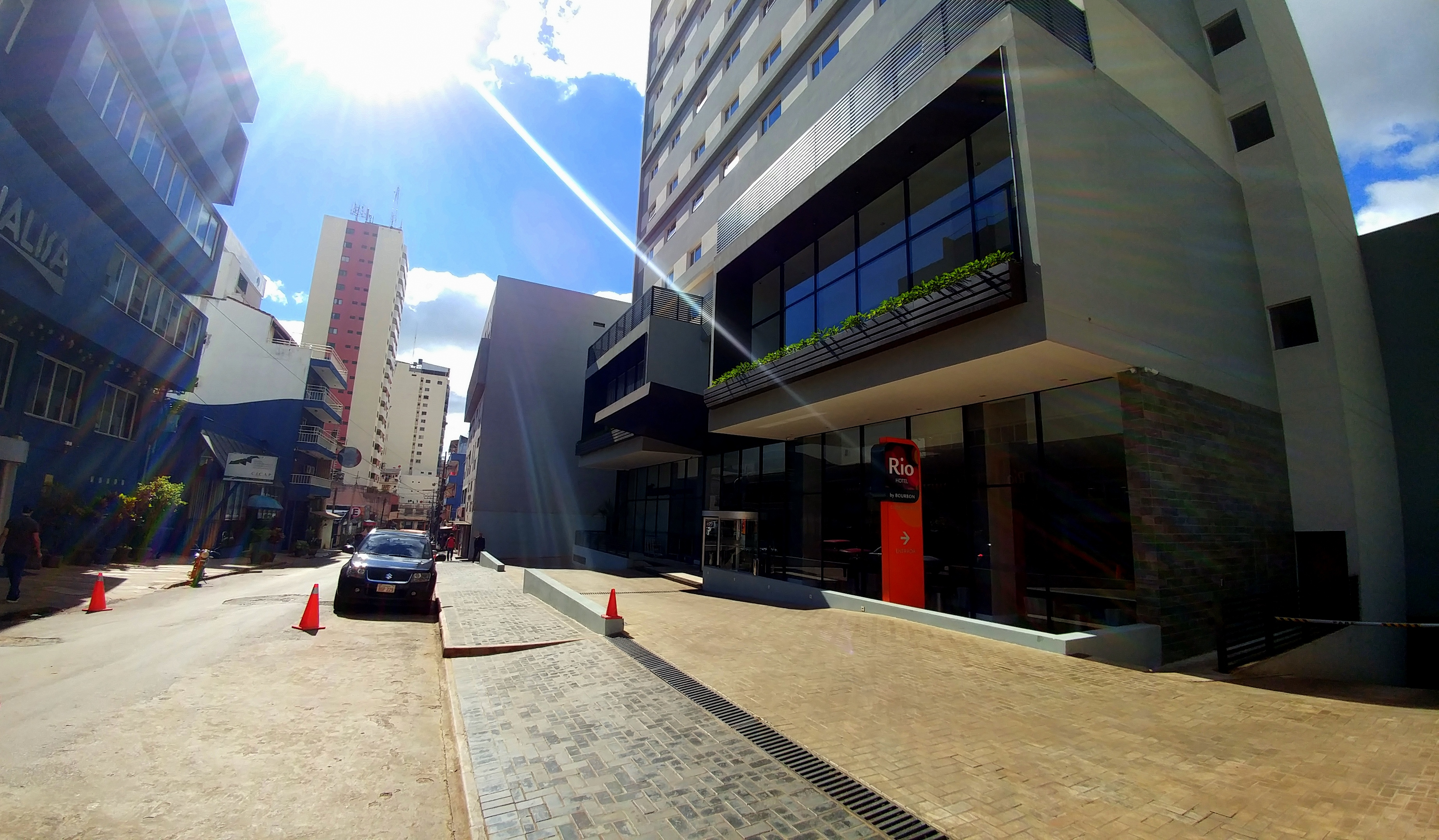
Calle Boquerón.

### Coyuntura económica y sociopolítica
Desde su fundación y paulatinamente, Ciudad del Este se ha visto envuelto en bondades de crecimiento económico los cuales se extendieron a su zona metropolitana, cuando Minga Guazú se convirtió en la capital industrial del departamento desde 1958, y cuando en los años 1960 iniciaron la construcción de las represas Acaray e Itaipú. Su mayor apogeo fue en la década de 1990, llegando a mover cifras siderales de 16.000 millones de dólares por año, es decir, dos veces el PIB paraguayo en aquel tiempo. A comienzos del siglo XXI, la ciudad entraría en un periodo donde la familia Zacarías tomaría el poder de la ciudad durante 17 años. Con el paso del tiempo, la gestión de este clan comenzaría a ser cuestionado por la ciudadanía, razón por la cual surgieron movilizaciones para pedir la intervención de la municipalidad. Tras la destitución de la intendente Sandra Mc Leod de Zacarías el 7 de febrero de 2019, tanto ella como su marido Javier Zacarías (intendente predecesor) serían investigados por numerosas irregularidades que conciernen al manejo de las arcas municipales, lavado de dinero, lesión de confianza, falsificación de documentos, enriquecimiento ilícito, etc. los cuales se reflejaban en el modus vivendi de la ciudadanía, que debía enfrentarse a la pésima calidad de las obras públicas, transporte público obsoleto, ocupación de veredas, severo deterioro de las calles, falta de numeración de viviendas, entre otras calamidades urbanas.

## Geografía
Es llamada «la Ciudad Jardín» por la vegetación del área urbana, aunque el crecimiento de la ciudad ha ido disminuyendo sus áreas verdes. Se encuentra situada dentro del «Bosque Atlántico del Alto Paraná», ecorregión de mayor biodiversidad del Paraguay y de la región, caracterizado por densas selvas y elevada humedad al año. Debido al desarrollo de la ciudad, muchos de estos árboles fueron deforestados.
Limita con Minga Guazú al oeste, con Hernandarias al norte, al sur con Los Cedrales y Presidente Franco, y al este con el río Paraná, que lo separa de Foz de Iguazú, Brasil. Forma parte de la zona conocida como la Triple Frontera, en donde la soberanía paraguaya contacta con la del Brasil —en Foz do Iguaçu—, y con la soberanía de la Argentina —en Puerto Iguazú—. Se encuentra a 13 km de las famosas Cataratas del Iguazú, una de las maravillas del mundo.
| Noroeste: Hernandarias | Norte: Hernandarias    | Nordeste: Foz do Iguaçu, Brasil   |
| Oeste: Minga Guazú     |                        | Este: Foz do Iguaçu, Brasil       |
| Suroeste: Los Cedrales | Sur: Presidente Franco | Sureste: Puerto Iguazú, Argentina |

### Topografía

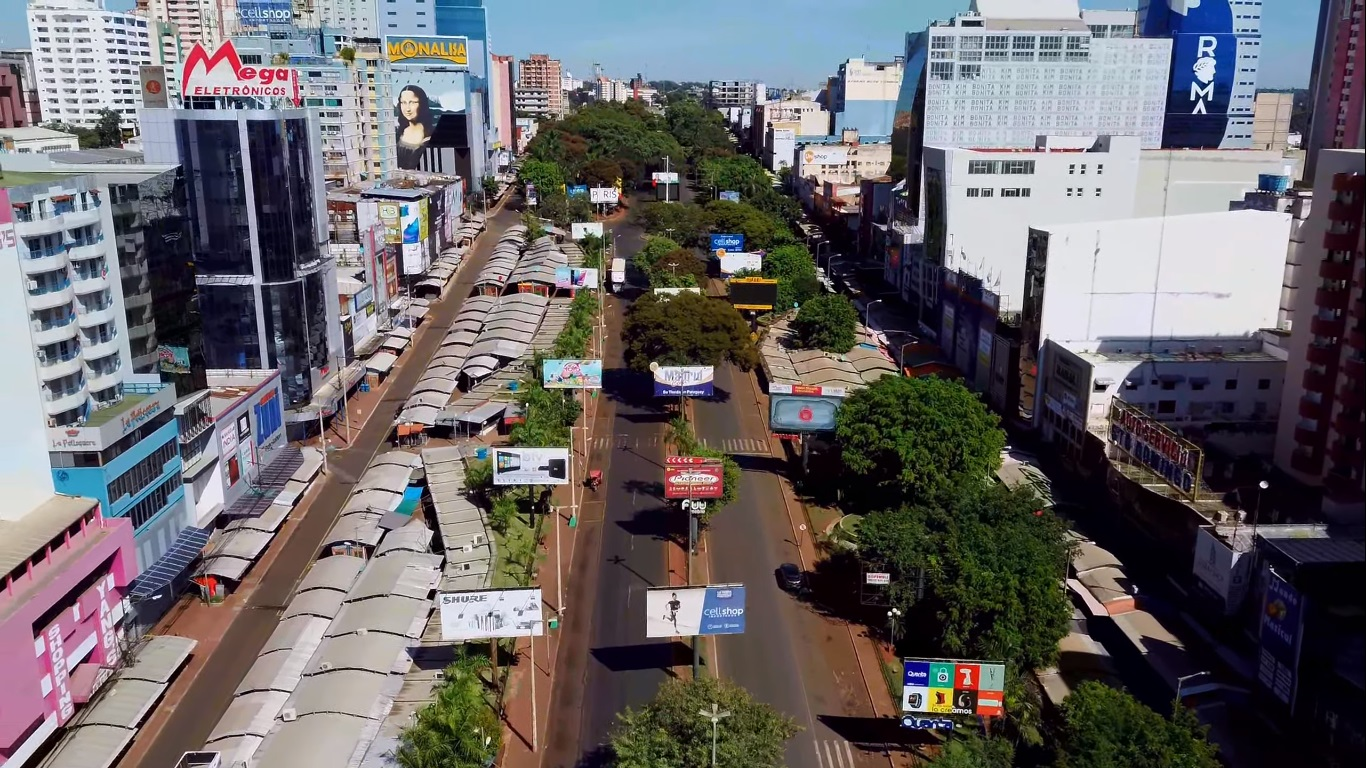
Tramo final de la Ruta PY02 en el microcentro, lugar donde el tráfico caótico llegará a su fin gracias al desvío de camiones hacia el Puente de la Integración.

El relieve de Ciudad del Este es accidentado, algo muy atípico y muy contrario a las ciudades que se fundaron sobre una superficie terrenal chata y de llanura como Asunción, Encarnación, Coronel Oviedo, Caaguazú, Villarrica, Santaní y Pilar. La zona céntrica de la ciudad tiene una pendiente que va hacia abajo, desde la zona de la Avenida Bernardino Caballero hasta la zona portuaria del Río Paraná. Esa es la razón de porqué resulta incómodo transitar a pie por el microcentro debido a que no hubo una planificación previa para achatar toda la zona primaria del puente, para de este modo, proyectar la construcción de edificios y el trazado cuadricular de las calles.
Desde la Rotonda Oasis del microcentro hasta el kilómetro 4 existe una pendiente que va hacia arriba. El trayecto continúa con una pendiente cuesta abajo hasta el kilómetro 5 ½, donde se encuentra el primer puente con paso a desnivel y el arroyo Acaraymí. Luego de un breve trayecto cuesta arriba el relieve se torna normal hasta el kilómetro 7, donde se encuentra el mayor paso a desnivel del país (todavía en construcción). No existe una determinación fija del relieve puesto que la mitad norte (Acaray) y la mitad sur (Monday) de la ciudad presentan símiles problemas topográficos y de infraestructura básica como carencia de alcantarillado sanitario, falta de asfaltos en algunos accesos, malezas que sobrepoblan las veredas y cordones, etc.

### Inundaciones
Ciudad del Este es afectada por inundaciones en los lugares más complicados del relieve terrestre, de manera natural y artificial. La apertura de compuertas de la Represa Itaipú provoca la crecida del arroyo Acaray y por consecuente, inunda las zonas bajas de algunos barrios ilegales que están entre el límite del barrio Microcentro y el barrio San Blas. Estos barrios, productos de asentamientos irregulares en lugares no circunscriptos a inmobiliarias, son los denominados "barrios" San Antonio, San Agustín y San Rafael los cuales no figuran de forma oficial en el catastro de la ciudad. Las inundaciones por causa natural se dan por las intensas lluvias ocurridas en época de verano, generalmente entre diciembre y marzo, y provoca el desborde del Lago de la República, la inundación en inmediaciones del Centro Regional y la Gobernación debido a la insuficiente capacidad del alcantarillado, así como en otros puntos neurálgicos, donde también se dan desborde de arroyos a causa de taponamiento de tubos de drenaje y mismo problema de desagüe pluvial en zonas de bajo relieve.

### Hidrografía

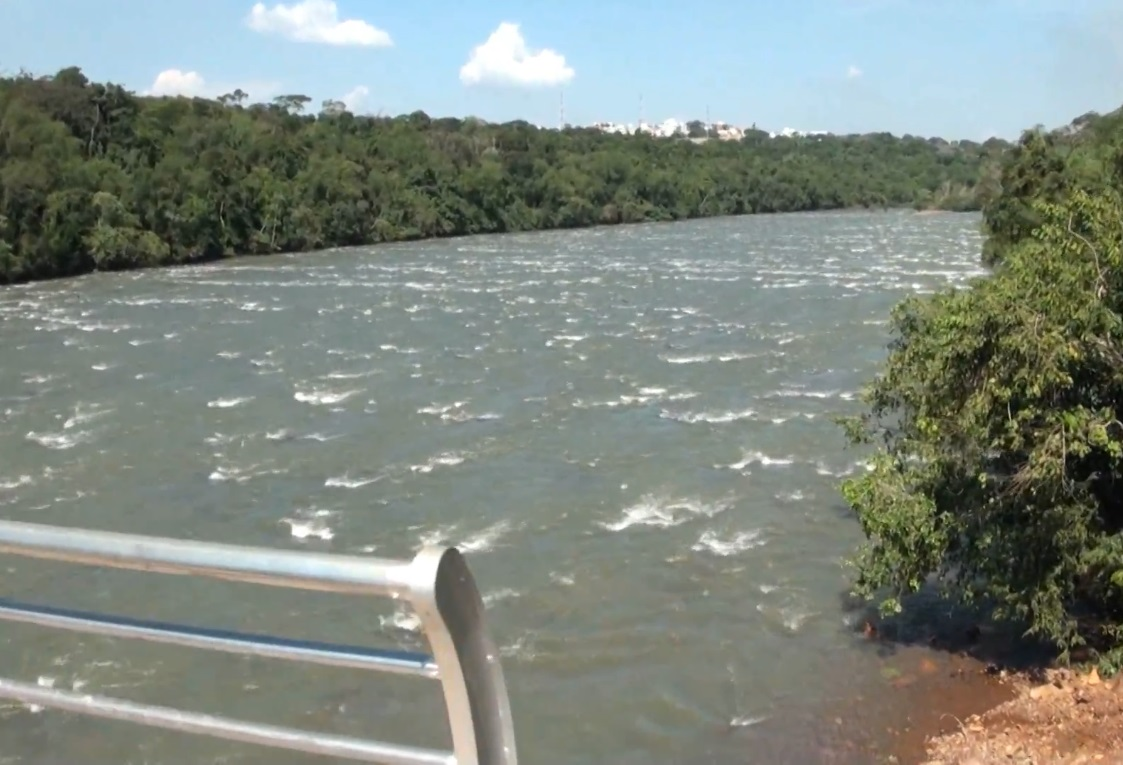
Río Acaray.

El río Paraná bordea la ciudad hacia el este. El distrito también está rodeado por el río Acaray hacia el norte, que lo delimita con el distrito de Hernandarias, mientras que hacia el sudoeste está rodeado por el río Monday que lo separa del municipio de Los Cedrales. En la ciudad se encuentran otros arroyos, lagos naturales, lagos artificiales y puentes:
- El Arroyo Amambay en el lado Monday, alimenta al Lago de la República.
- El Arroyo Acaraymí en el lado Acaray, empalma con el arroyo Amambay bajo tierra.
- El Arroyo Saltito, ubicado al sudeste, sirve de límite con la jurisdicción de Presidente Franco.
- El Lago de la República, sitio de recreación de la capital altoparanaense, donde también pueden avistarse yacarés.[28]
- El Lago Yrendy, ubicado en el barrio Monday a unos 1000 metros de la Ruta 2, fue elevado a la categoría de santuario ecológico por su belleza y riqueza natural a través de una resolución municipal. En ella habitan variadas especies nativas, algunas en peligro de extinción. El área verde cuenta con 180 hectáreas, mientras que el espejo de agua tiene 12 hectáreas.[29]
- El puente José Costa Cavalcanti sobre el río Acaray, conocido popularmente como «Puente Seco», conecta el barrio Pablo Rojas con el Paraná Country Club de Hernandarias.
- El puente seco sobre el río Acaray, une el barrio Don Bosco con la Ciudad de Hernandarias.

### Clima
Según la clasificación climática de Köppen, que es la clasificación de uso más extendido entre los climatólogos en el mundo, el clima de Ciudad del Este es subtropical húmedo (Cfa). La temperatura media anual es de 21 °C. Las precipitaciones son abundantes durante todo el año, siendo una de las ciudades más lluviosas del Paraguay. Las temperaturas son cálidas la mayor parte del año, y el calor llega a su mayor intensidad durante el verano, que comprende los meses de diciembre hasta marzo. Aun así, durante un corto período de tiempo entre los meses de mayo y septiembre las temperaturas pueden bajar abruptamente.
El verano es caluroso y húmedo, con un promedio de enero (mes más cálido) de 26 °C, mientras que el invierno es algo fresco y húmedo, aunque pueden darse días cálidos. La temperatura promedio de julio (mes más frío) es de 16 °C, y pueden desarrollarse suaves heladas y escarchas a lo largo de la estación invernal.  Los días cubiertos y las lloviznas débiles continuas son más frecuentes en invierno, pero cuando más llueve es en verano, época en que se dan chaparrones y/o tormentas aisladas con frecuencia.
Debido a la alta humedad relativa del ambiente a lo largo del año, pueden darse nieblas y neblinas en cualquier mes, en especial durante el otoño e invierno.
En el invierno del 1982, nevó por primera vez en esta ciudad, siendo la segunda nevada registrada en el país. En Ciudad del Este es algo normal ver bajar vórtices sobre el río Paraná, dándose principios de tornados que no llegan a bajar en su totalidad. Entre noviembre y diciembre de 2009, se dieron varios principios de tornados, aunque no fue nada peligroso para la población esteña.
La zona es libre de padecer fenómenos sísmicos, a diferencia de Asunción donde pueden sentirse sismos con epicentro en el norte argentino, aunque la mayoría imperceptibles.
| Parámetros climáticos promedio de Ciudad del Este, Paraguay | Parámetros climáticos promedio de Ciudad del Este, Paraguay | Parámetros climáticos promedio de Ciudad del Este, Paraguay | Parámetros climáticos promedio de Ciudad del Este, Paraguay | Parámetros climáticos promedio de Ciudad del Este, Paraguay | Parámetros climáticos promedio de Ciudad del Este, Paraguay | Parámetros climáticos promedio de Ciudad del Este, Paraguay | Parámetros climáticos promedio de Ciudad del Este, Paraguay | Parámetros climáticos promedio de Ciudad del Este, Paraguay | Parámetros climáticos promedio de Ciudad del Este, Paraguay | Parámetros climáticos promedio de Ciudad del Este, Paraguay | Parámetros climáticos promedio de Ciudad del Este, Paraguay | Parámetros climáticos promedio de Ciudad del Este, Paraguay | Parámetros climáticos promedio de Ciudad del Este, Paraguay |
| Mes                                                         | Ene.                                                        | Feb.                                                        | Mar.                                                        | Abr.                                                        | May.                                                        | Jun.                                                        | Jul.                                                        | Ago.                                                        | Sep.                                                        | Oct.                                                        | Nov.                                                        | Dic.                                                        | Anual                                                       |
| ----------------------------------------------------------- | ----------------------------------------------------------- | ----------------------------------------------------------- | ----------------------------------------------------------- | ----------------------------------------------------------- | ----------------------------------------------------------- | ----------------------------------------------------------- | ----------------------------------------------------------- | ----------------------------------------------------------- | ----------------------------------------------------------- | ----------------------------------------------------------- | ----------------------------------------------------------- | ----------------------------------------------------------- | ----------------------------------------------------------- |
| Temp. máx. abs. (°C)                                        | 38.0                                                        | 38.8                                                        | 38.0                                                        | 35.0                                                        | 32.5                                                        | 31.2                                                        | 33.0                                                        | 33.4                                                        | 35.6                                                        | 37.0                                                        | 39.6                                                        | 40.6                                                        | 40.6                                                        |
| Temp. máx. media (°C)                                       | 32.0                                                        | 31.6                                                        | 30.9                                                        | 27.8                                                        | 24.5                                                        | 22.3                                                        | 22.9                                                        | 24.6                                                        | 26.1                                                        | 28.5                                                        | 30.2                                                        | 31.4                                                        | 27.7                                                        |
| Temp. media (°C)                                            | 26.1                                                        | 25.8                                                        | 24.7                                                        | 21.5                                                        | 18.4                                                        | 16.3                                                        | 16.4                                                        | 17.6                                                        | 19.3                                                        | 22.1                                                        | 24.1                                                        | 25.6                                                        | 21.5                                                        |
| Temp. mín. media (°C)                                       | 21.7                                                        | 21.5                                                        | 20.4                                                        | 17.3                                                        | 14.0                                                        | 11.9                                                        | 11.5                                                        | 12.9                                                        | 14.6                                                        | 17.3                                                        | 18.8                                                        | 20.8                                                        | 16.9                                                        |
| Temp. mín. abs. (°C)                                        | 10.5                                                        | 11.6                                                        | 7.5                                                         | 4.6                                                         | -0.2                                                        | -2.0                                                        | -3.0                                                        | -1.0                                                        | 0.8                                                         | 4.0                                                         | 6.4                                                         | 8.2                                                         | -3.0                                                        |
| Precipitación total (mm)                                    | 193.1                                                       | 165.7                                                       | 138.9                                                       | 146.5                                                       | 158.5                                                       | 152.1                                                       | 97.8                                                        | 114.5                                                       | 149.2                                                       | 193.7                                                       | 176.6                                                       | 165.4                                                       | 1852                                                        |
| Días de precipitaciones (≥ 0.1 mm)                          | 11                                                          | 10                                                          | 8                                                           | 7                                                           | 8                                                           | 8                                                           | 7                                                           | 7                                                           | 9                                                           | 10                                                          | 8                                                           | 9                                                           | 102                                                         |
| Humedad relativa (%)                                        | 75                                                          | 77                                                          | 77                                                          | 80                                                          | 83                                                          | 84                                                          | 79                                                          | 77                                                          | 75                                                          | 74                                                          | 72                                                          | 72                                                          | 77                                                          |
| Fuente: NOAA                                                |                                                             |                                                             |                                                             |                                                             |                                                             |                                                             |                                                             |                                                             |                                                             |                                                             |                                                             |                                                             |                                                             |

## Gobierno

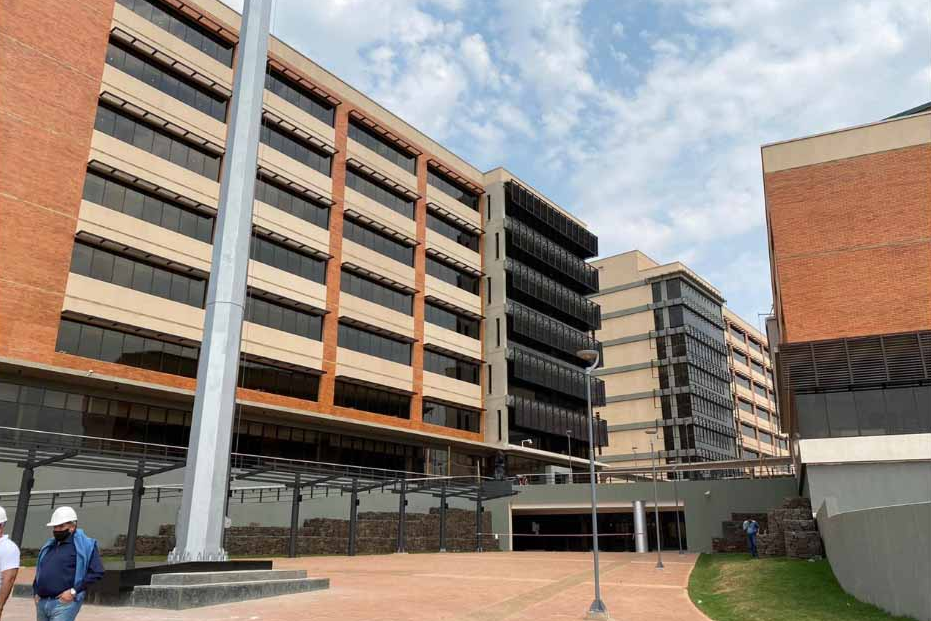
Palacio de Justicia.

El gobierno municipal es ejercido por la Junta Municipal y la Intendencia Municipal, de acuerdo a lo establecido en el artículo 20 de la Ley Orgánica Municipal (LOM). Quienes conforman la intendencia son el Intendente y las dependencias administrativas del municipio. El Intendente es el administrador general del distrito, quien es electo en forma directa por los ciudadanos para operar por un periodo de 5 años, mientras que los concejales integrados en la junta municipal duran 5 años en sus funciones, con posibilidad de ser reelectos, y cuya función se limita al de un órgano deliberante y legislativo del gobierno municipal. Según al artículo 24 de la mencionada ley, la cantidad de concejales que un municipio requiere varía de acuerdo al monto presupuestario que el Estado emite a la jurisdicción.
La ciudad se gobierna desde la municipalidad en instancias similares a nivel nacional: el Intendente equivaldría a un órgano ejecutivo, y la Junta Municipal a un órgano legislativo y normativo. La junta municipal se encarga de dictar leyes u ordenanzas, que son las normas jurídicas municipales cuya fuerza obligatoria se aplica dentro de los límites del distrito. Existen tres tipos de actos de gobierno que dan lugar a la dinámica del funcionamiento municipal: Ordenanza, Reglamento y Resolución municipales.
Las ordenanzas son reglamentos de carácter general para la comunidad, sancionadas por la Junta y promulgadas por la Intendencia, y sirven para establecer derechos, obligaciones y prohibiciones para los habitantes del distrito y para los habitantes del país que por alguna razón se encuentran en la jurisdicción. La iniciativa de los proyectos de ordenanzas se consensúa entre los miembros de la Junta, el Intendente y los ciudadanos por iniciativa popular; tienen fuerza de ley local, es decir, dentro del municipio, pero deben ajustarse a la ley dictada por el Congreso Nacional. Los reglamentos son normas internas de carácter general dictadas por la Junta o el Intendente, y sirven para organizar las reparticiones administrativas de la municipalidad. Las resoluciones son normas aplicadas a casos específicos o particulares, ya sea a un individuo o grupo determinado, y pueden ser dictados indistintamente por la Junta o el Intendente.

### Intendentes municipales
| Cargos Gubernativos de Ciudad del Este | Cargos Gubernativos de Ciudad del Este | Cargos Gubernativos de Ciudad del Este | Cargos Gubernativos de Ciudad del Este |
| Período                                | Nombre                                 | Cargo                                  | Afiliación                             |
| -------------------------------------- | -------------------------------------- | -------------------------------------- | -------------------------------------- |
| 1957-1969                              | Edgar Linneo Ynsfrán Doldán            | Intendente Designado                   | ANR                                    |
|                                        |                                        |                                        |                                        |
| 1969-1970                              | Noel LeFebvre                          | Intendente Designado                   | ANR                                    |
|                                        |                                        |                                        |                                        |
| 1970-1975                              | Antonio Oddone Sarubbi                 | Intendente Designado                   | ANR                                    |
|                                        |                                        |                                        |                                        |
| 1975-1986                              | Carlos Barreto Sarubbi                 | Intendente Designado                   | ANR                                    |
|                                        |                                        |                                        |                                        |
| 1986-1989                              | Hugo Martínez Cárdenas                 | Intendente Designado                   | ANR                                    |
|                                        |                                        |                                        |                                        |
| 1989-1991                              | Oscar Antonio Ovelar Rojas             | Intendente Designado                   | ANR                                    |
|                                        |                                        |                                        |                                        |
| 1991-1992                              | Amado Benítez Gamarra                  | Intendente Electo                      | ANR                                    |
|                                        |                                        |                                        |                                        |
| 1992-1995                              | Guillermo Campuzano Méndez             | Intendente Electo                      | ANR                                    |
|                                        |                                        |                                        |                                        |
| 1995-1996                              | Agileo Miño Giret                      | Intendente Interino                    | ANR                                    |
|                                        |                                        |                                        |                                        |
| 1996-1999                              | Juan Carlos Barreto Miranda            | Intendente Electo                      | ANR                                    |
|                                        |                                        |                                        |                                        |
| 1999-2000                              | Eduardo Ramón Morales                  | Intendente Interino                    | ANR                                    |
|                                        |                                        |                                        |                                        |
| 2000-2001                              | Alicio Peralta Martínez                | Intendente Interino                    | ANR                                    |
|                                        |                                        |                                        |                                        |
| 2001-2007                              | Javier Zacarías Irún                   | Intendente Electo                      | ANR                                    |
|                                        |                                        |                                        |                                        |
| 2007-2019                              | Sandra McLeod de Zacarías              | Intendente Electo                      | ANR                                    |
|                                        |                                        |                                        |                                        |
| 2019-2025                              | Miguel Prieto Vallejos                 | Intendente Electo                      | Independiente                          |

## Paisaje urbano

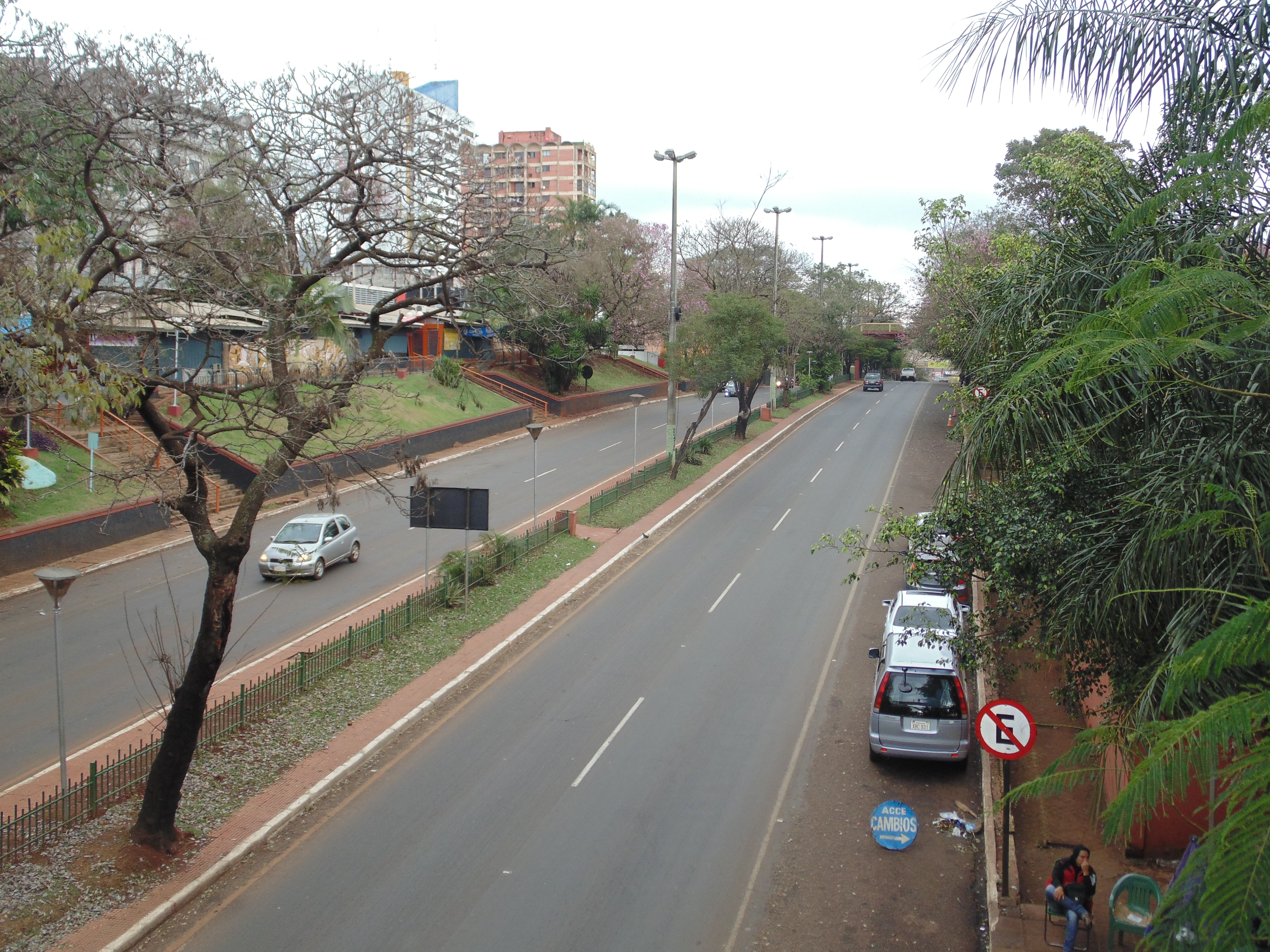
Entrada a la ciudad luego de la zona primaria del puente.

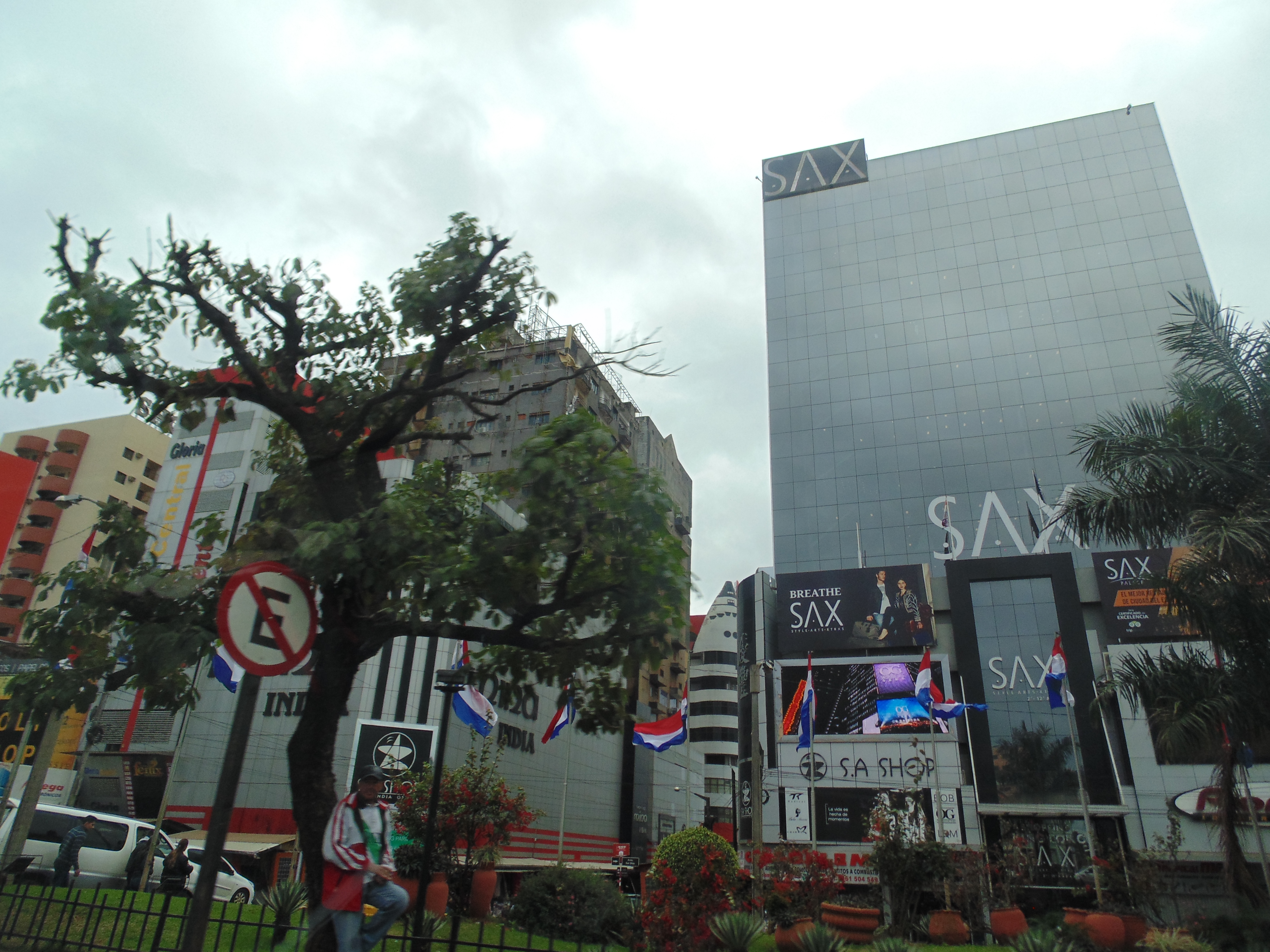
Edificios sobre la Avenida San Blas.

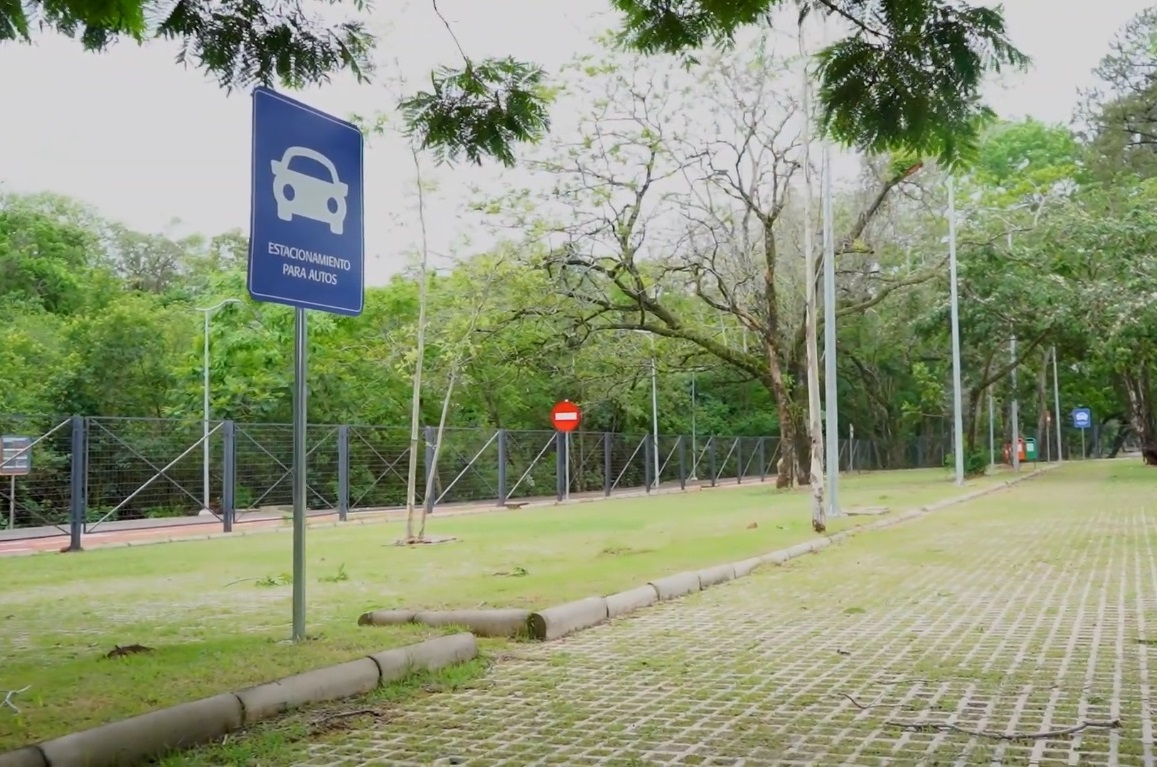
Estacionamiento del Parque Lineal Itaipú.

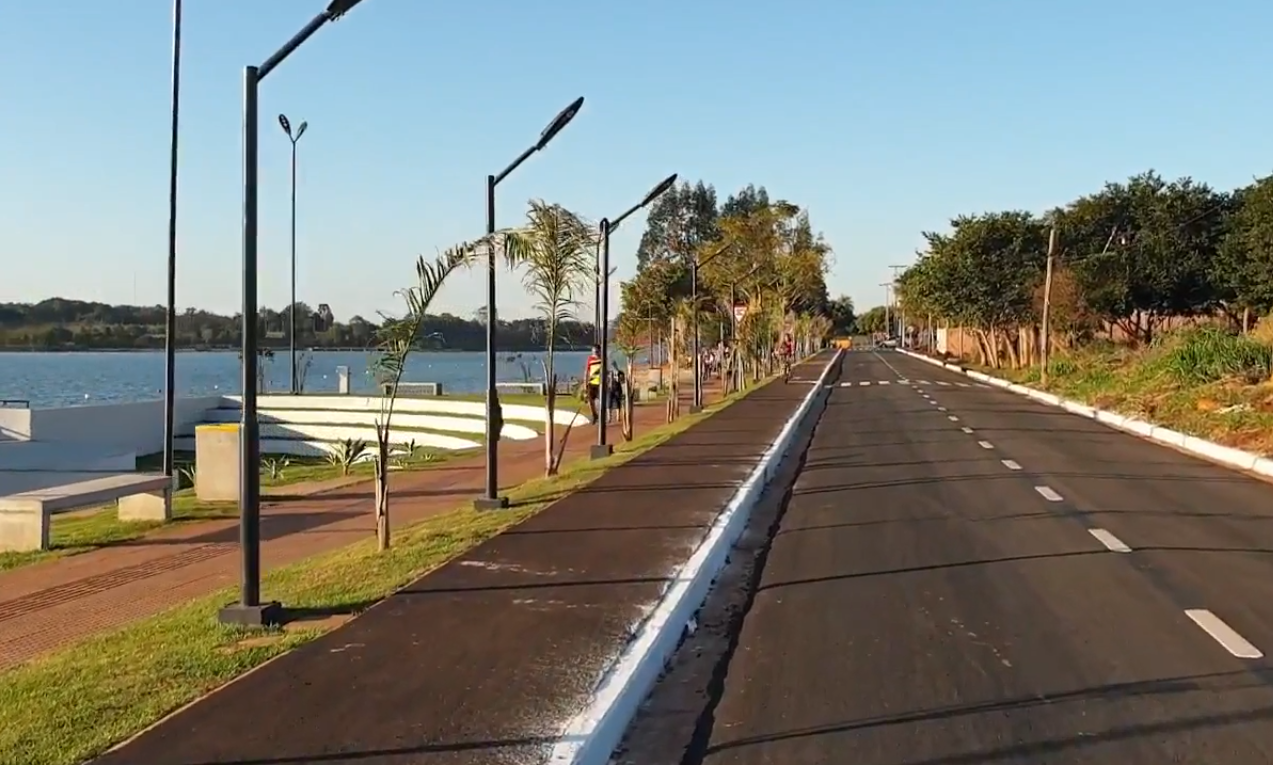
Costanera Ñanerendá.

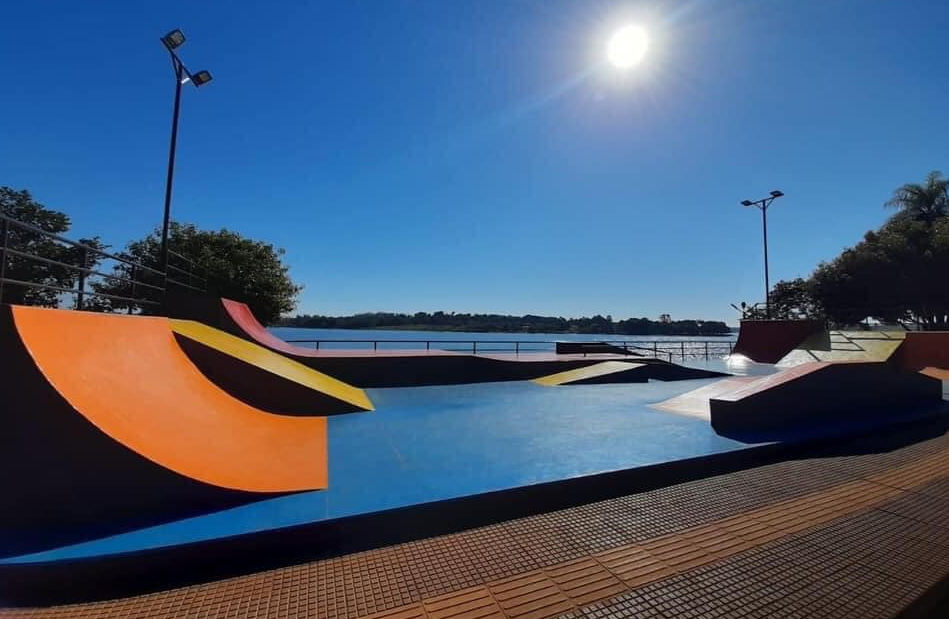
Pista de skate de la Costanera Ñanerendá.

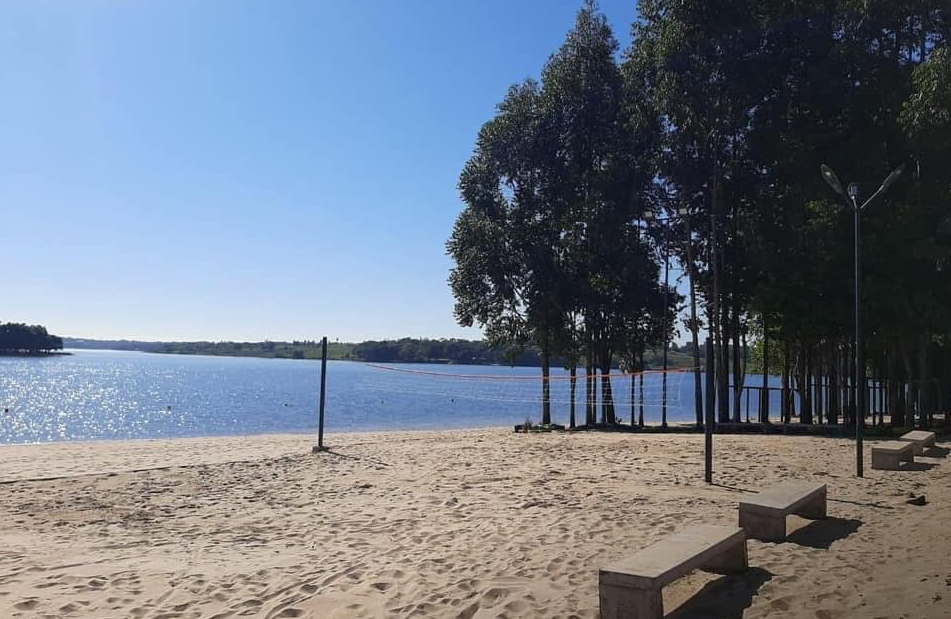
Playa Ñanerendá.

El trazado urbano de Ciudad del Este es el más atípico de Paraguay, debido a la muy accidentada topografía que es visible en muchas zonas de la ciudad, donde hay arribadas y bajadas muy pronunciadas. Aun así, esos problemas suelen solucionarse con cargas y nivelación de tierras. Ciudad del Este no tiene la misma cualidad simétrica de aquella ciudad trazada en forma de damero o cuadrícula, una característica de la época colonial presente en ciudades como Asunción, Encarnación, Concepción y Villarrica. Esto se debe a que desde su fundación jamás se proyectó para que fuese una gran urbe, ni hubo un plan maestro de urbanismo durante su expansión. Por tanto, el crecimiento fue improvisado y la topografía no sufrió muchas modificaciones, dando lugar a avenidas desproporcionadas, asimétricas y desprolijas que no condicen con los estándares estrictos de arquitectura y urbanismo, aunque en los últimos años el gobierno municipal intenta mejorar este aspecto. El tramo de la Ruta PY02 que comprende desde el microcentro hasta el kilómetro 7 es la parte más densamente poblada y la mejor urbanizada, mientras que la zona desde el kilómetro 8 hasta el km 13 es suburbana y con algunas zonas despobladas.

#### Trazado de calles y planificación
Tras la construcción de la ruta y el puente, los estudios topográficos de la ciudad no fueron muy precisos, y el trazado de calles fue improvisado y desorganizado. Esto dio como resultado la construcción de un solo tramo de la Ruta PY02 hasta la zona primaria del puente. Posterior a eso, se añadieron 3 tramos más que dio origen a los 8 carriles, desde la zona primaria del puente hasta el km 10. El trazado urbano de algunos barrios fue proyectado por la Itaipú Binacional, un aspecto que se ve reflejado en las áreas habitacionales 1,2,3,4 y 8 (las áreas restantes se encuentran en las ciudades cabeceras, A6 en Hernandarias, A5 en Franco y A7 en Minga Guazú). El barrio Boquerón y todas estas áreas habitacionales cuentan en promedio con mejor urbanismo que los barrios más periféricos de la ciudad, tales como sistema de alcantarillado sanitario, calles adoquinadas en buen estado, señalización vial, veredas no ocupadas por vendores ambulantes, veredas transitables, etc. En estos lugares también se encuentran el Lago de la República y el Parque Lineal Itaipú, algunos de los principales puntos turísticos y recreativos de la capital departamental.

#### Arquitectura
Si bien es una ciudad relativamente nueva, y a diferencia de otras ciudades como Asunción o Luque que sí destacan por su arquitectura europea, de igual modo no lo exenta de contar con edificaciones de arquitectura clásica, algo que se puede notar en el Plaza City, un centro de compras inspirado en la arquitectura colonial típica del siglo XVII, específicamente en las ruinas de Jesús de Tavarangüé. La arquitectura esteña es predominantemente vanguardista, tanto de las edificaciones convencionales como de los centros corporativos. En la actualidad las construcciones se aproximan a un millón de m² anuales, desplazándose más en los barrios periféricos así como en el área céntrica, esto gracias al capital privado acompañado de emprendimientos públicos de carácter vial. Los emprendimientos inmobiliarios que registran mayor desarrollo son los dúplex, apartamentos y barrios cerrados.

#### Espacios verdes
Ciudad del Este dispone de diversos espacios con zonas arbóreas densamente pobladas. Entre las principales plazas destacan la plaza Ex-aeropuerto Alejo García, la plaza Monseñor Agustín Van Aaken, la plaza Bernardino Caballero, la plaza Acosta Ñu, el Parque Verde y una veintena de plazas más. Sitios emblemáticos y concurridos como la plaza Alejo García (Ex-aeropuerto) y la plaza Monseñor Agustín Van Aaken ofrecen distintas áreas de recreación como ciclovías, estaciones aeróbicas, pistas de skateboarding y juegos recreativos.
A lo largo de la Avenida Los Yerbales, los parques «Manuel Ortiz Guerrero», «José Asunción Flores», «Salto del Guairá», y «Guayaivi» son espacios naturales que tienen como principal función conservar la biodiversidad regional. Por otra parte, el Parque Lineal es un proyecto financiado por la Itaipú Binacional y está centrado en el aprovechamiento de los tres primeros parques antes mencionados; este emprendimiento se basa en la remodelación de los espacios verdes para el acceso libre de los ciudadanos. El Parque Lineal, de unas 50 hectáreas de extensión, está dotado de sistemas de alcantarillado sanitario, red de agua corriente, sistema de videovigilancia, senderos, ciclovías, acceso libre a redes WIFI, parques infantiles, gimnasio al aire libre, área de adultos mayores, sector para foodtruck (gastroneta) y un nuevo sistema de desagüe de efluentes.

#### Plan de desarrollo urbano
Dado el crecimiento de la región metropolitana a una velocidad de vértigo, se proyectan planes para el desarrollo, reconversión y ordenamiento urbano con miras a convertirla en una metrópolis sustentable. El plan de rediseñamiento de esta zona del país será concretado por arquitectos, ingenieros civiles y profesionales argentinos, quienes asesorarán este emprendimiento cuyo fin es transformar las desfasadas estructuras viales a través de un plan íntegro viable para el futuro.

#### Costanera Ñanerendá
La Costanera Ñanerendá (pronúnciase así en castellano, pero escrito Ñane Renda en guaraní moderno) es la segunda costanera de Alto Paraná, luego de la de Hernandarias, se ubica en un barrio residencial del km 8 a orillas del Lago Acaray. Posee una longitud de 1 kilómetro con las siguientes características: playa de arena, ciclovía, canchas de vóley, parque de juegos infantiles, espacios para sentarse, anfiteatro y parque de skate. La propuesta de intervención urbana es parte de una serie de acondicionamientos en el equipamiento urbano que se van aplicando para el disfrute de los vecinos y de los turistas. La propuesta es totalmente inclusiva, con áreas para las reuniones familiares y de amigos. Dispone una alameda de 120 metros lineales con una superficie de 4500 m² para hamacas paraguayas y bancos dispuestos en áreas de estar, haciendo posible la reunión bajo los árboles nativos. Posee una torre salvavidas y un anfiteatro de 900 m² que sirve para la presentación de grupos musicales, danza o teatro. Los 600 m² de la pista de skate diseñadas con la participación de la asociación de este deportes fue dimensionada para competencias internacionales. La playa de arena blanca tiene 600 metros lineales, con 20.000 m² para juegos, playeros y bañistas. La costanera incluye áreas de gimnasia inclusiva con elementos bajo la arboleda, una vereda inclusiva junto a una bicisenda de 770 metros lineales para un paseo bajo sombra y áreas de servicio higiénico ventilados naturalmente. También posee una playa escalonada con rampa hasta el agua con 100 metros lineales y una superficie de 420 m² donde se puede acceder con silla de ruedas y como lugar para personas de la tercera edad. La obra oscila una inversión de Gs 10 000 millones financiados por royalties de forma plurianual. La Costanera y Playa Ñanerendá se encuentra a 10 km del microcentro, a 5 minutos de la Ruta PY02, en un área de 30 000 m².

## Economía

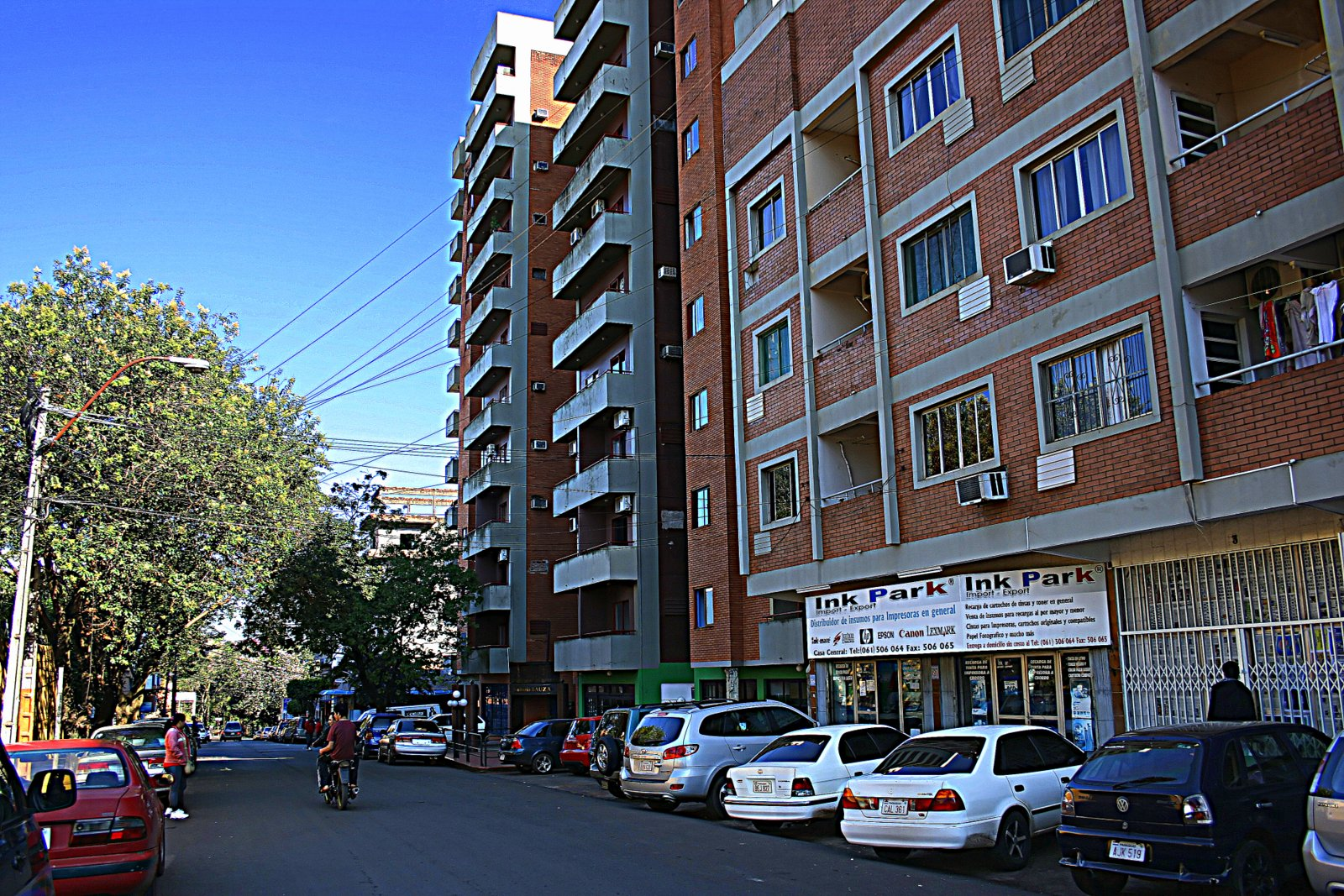
Avenida Pa'i Pérez.

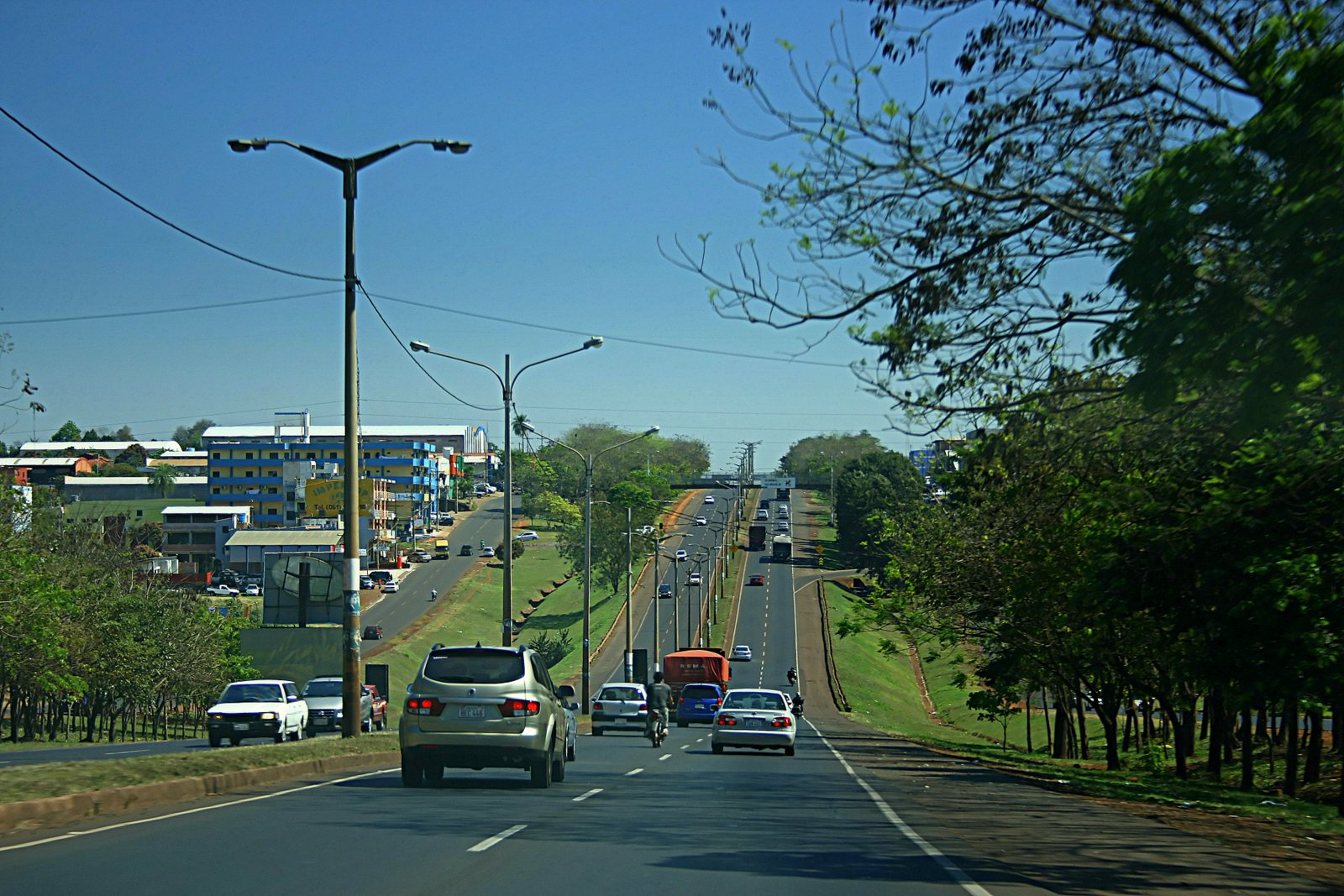
Ruta PY02, y en los extremos, las colectoras San Blas (der) y Monseñor Rodríguez (izq).

Es la segunda ciudad más importante del país, después de Asunción. Reúne el 8% de producto interno bruto paraguayo, es decir, unos 3500 millones de dólares. Están instaladas unas 244 empresas las cuales operan en el Sector Servicios y en el Sector Industrial, entre las que se destacan la fabricación de autopartes, la industria textil, maquilas, desarrollador de industrias, y otros. La actividad agroganadera en Ciudad del Este es nula pues no posee áreas rurales, no obstante emerge como núcleo regional de otros centros urbanos adyacentes que sí lo tienen, como Hernandarias, Presidente Franco y Minga Guazú. En la ciudad opera un gran Mercado de Abasto que posee más de 800 locales comerciales donde se comercializan frutas, verduras, y prendas de vestir.
Hace unas décadas Ciudad del Este ha visto desarrollar una oferta muy atractiva en materia de productos electrónicos e informáticos, así como de productos de consumo corriente, aunque de lujo (perfumes, alcoholes finos, y otros). La economía de la ciudad se ha diversificado, liderada esencialmente por la instalación de nuevas actividades industriales fuera del foco comercial tradicional, como los agronegocios, pues en la ciudad se encuentran establecidas las mayores empresas agrícolas del país. Igualmente, a semejanza de lo que ocurre con las ciudades fronterizas del Paraguay, depende en gran medida del comercio con el Brasil.
Es la segunda localidad del país con la mayor cantidad de franquicias nacionales e internacionales en los diferentes rubros como: Shopping Británico, Quiero Fruta, Mc Donald's, Burger King, Kilkenny, Café Martínez, Grido Helado, Daniel Cassin, Caffe Molinari, Mr Grill, Levis, Piece of Cake, Pizza Hut, Paleteca, T.G.I. Friday's, Kentucky Fried Chicken, entre otras.

#### Cámara de Comercio y Servicios
La Cámara de Comercio y Servicios de Ciudad del Este, fundada en 1972, fue en un principio un ente encargado en reclamar y gestionar ante las autoridades locales y nacionales, las reivindicaciones que beneficien a todos los sectores de la comunidad esteña. Posee un local propio de la cámara en la calle Florentín Oviedo N.º 777, en el barrio Boquerón. Este local es un espacio donde se puede ofrecer capacitación, eventos culturales, educacionales, mesas de negocios y otros, con el fin de mantener viva la presencia en el ámbito empresarial local y con pretensiones de expansión a escalas internacionales. Tiene un acercamiento y confraternización con la cámara de comercio Latina de Estados  Unidos (CAMACOL).

#### World Trade Center Ciudad del Este

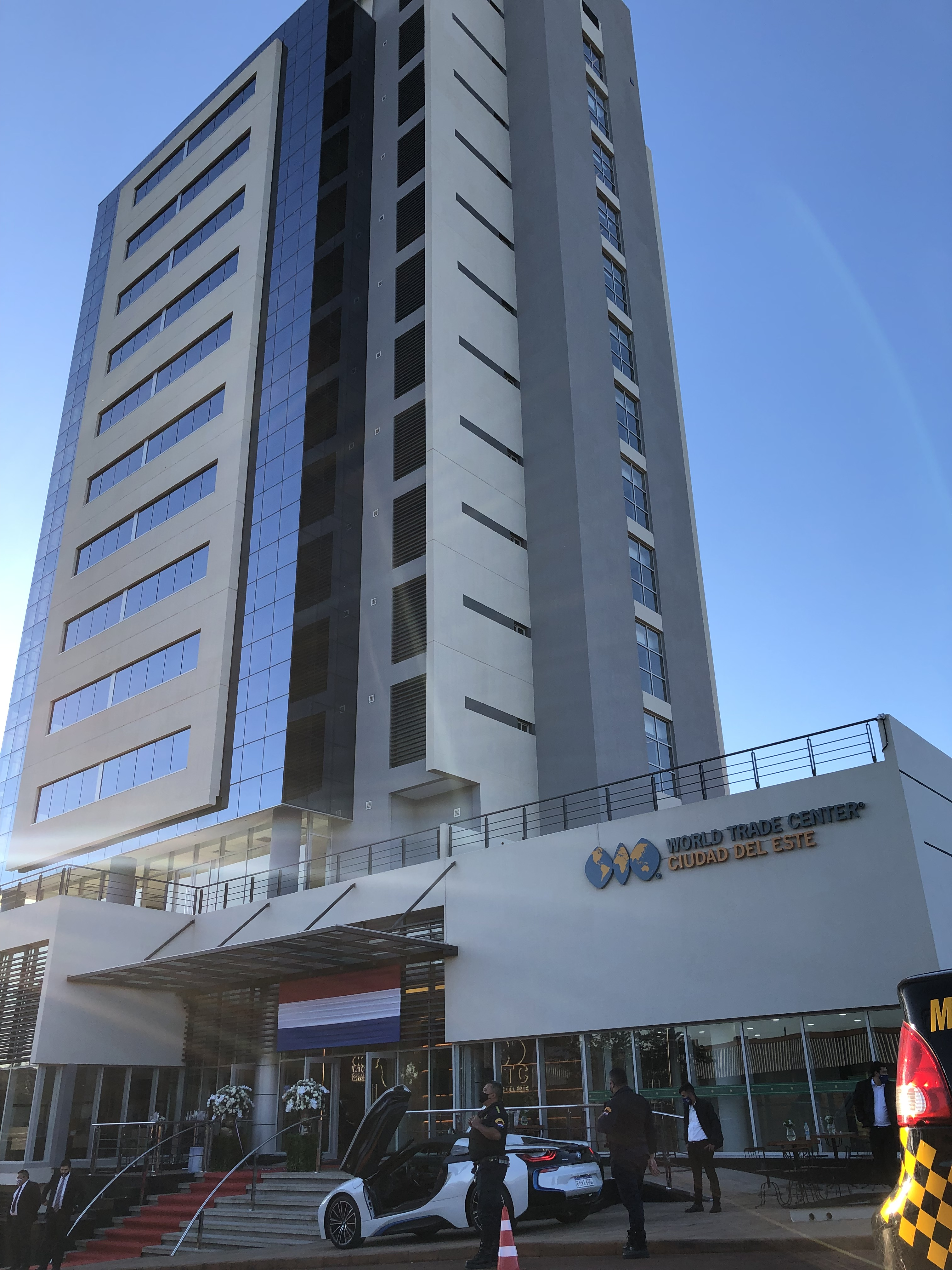
Primera Torre del WTC Ciudad del Este

Es una marca mundial que llegó de la mano de Capitalis S.A. Este complejo está diseñado para crear una sinergia entre las empresas y negocios dentro del mismo, y ofrece oportunidades altamente convenientes dentro del rubro inmobiliario. La construcción del World Trade Center CDE, en etapa de culminación de la primera fase, busca potenciar el comercio paraguayo a través de su plataforma mundial. En la actualidad Paraguay dispone de tres licencias para la instalación de la marca World Trade Center en Asunción (ASU), Ciudad del Este (CDE) y Encarnación (ENC). Se estima que tras la culminación de las obras del World Trade Center Ciudad del Este (WTC CDE), se creará un nuevo eje corporativo en el lugar tal como ocurrió en Asunción, y posteriormente, Encarnación formaría parte de la siguiente etapa. El World Trade Center Ciudad del Este (WTC CDE) contará con 2 (dos) Torres de edificios con 4 oficinas independientes en cada piso, de 120 metros cuadrados propios cada una, 54 cocheras a nivel subsuelo y planta baja con cocheras adicionales en la zona de aparcamiento del complejo,  con el fin de distribuir las dos torres, al costado de ambas torres el showroom más grande de la región de BMW a cargo del representante de la marca Perfecta Automotores S.A, un edificio de hotel de marca mundial, edificio de estacionamiento y la zona para las empresas más grandes, con sus edificios y casas matrices. Se ubica en el kilómetro 4 sobre la Ruta PY07 (ex Supercarretera) camino a Itaipú Binacional, a pocos metros del Paraná Country Club.

#### Servicio Nacional de Promoción Profesional
El Servicio Nacional de Promoción Profesional (SNPP Alto Paraná) posee su sede regional sobre la avenida Luis Alberto del Paraná, en el barrio Remansito. Este organismo tiene como objetivo brindar capacitación y empleo a los jóvenes de la zona. Entre las especialidades dictadas se encuentran operador básico de computadoras, cosmetología y maquillaje, electricidad de automóvil, técnico en ventas y cajero.

## Infraestructura

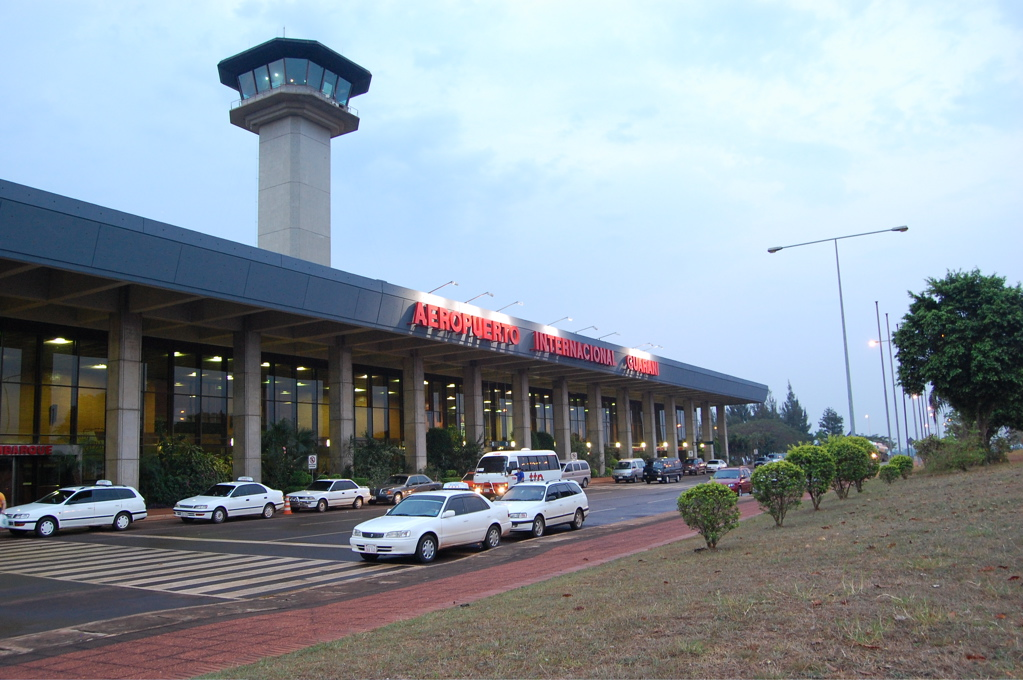
Aeropuerto Internacional Guaraní.

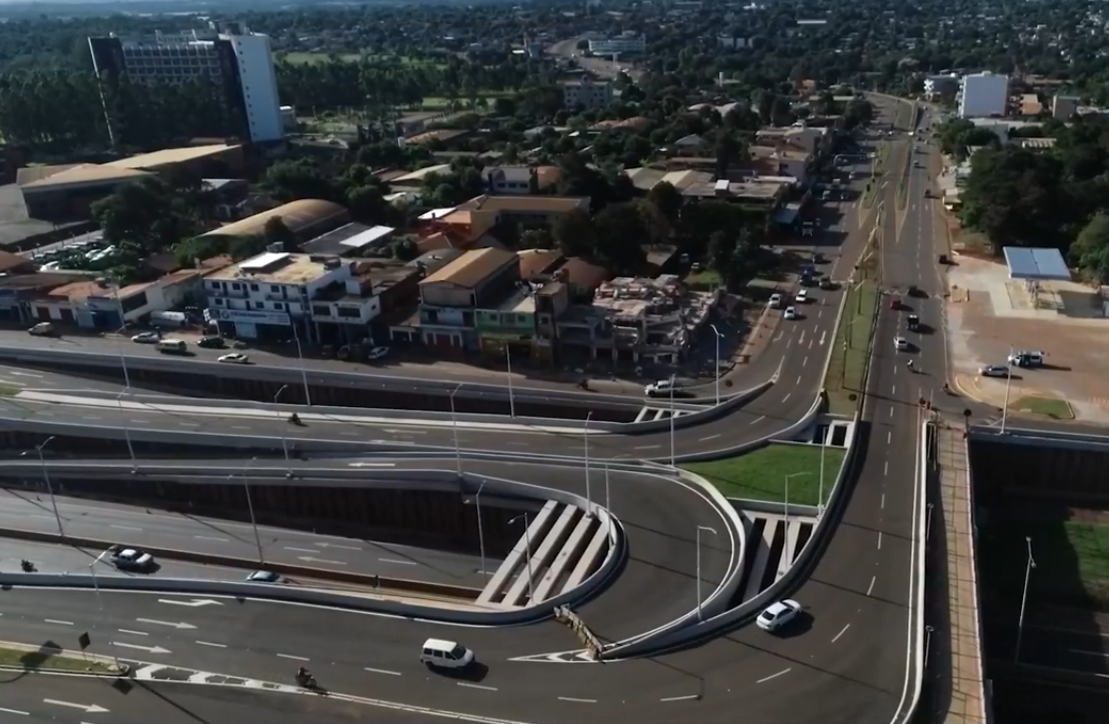
Vista aérea del Multiviaducto del km 7.

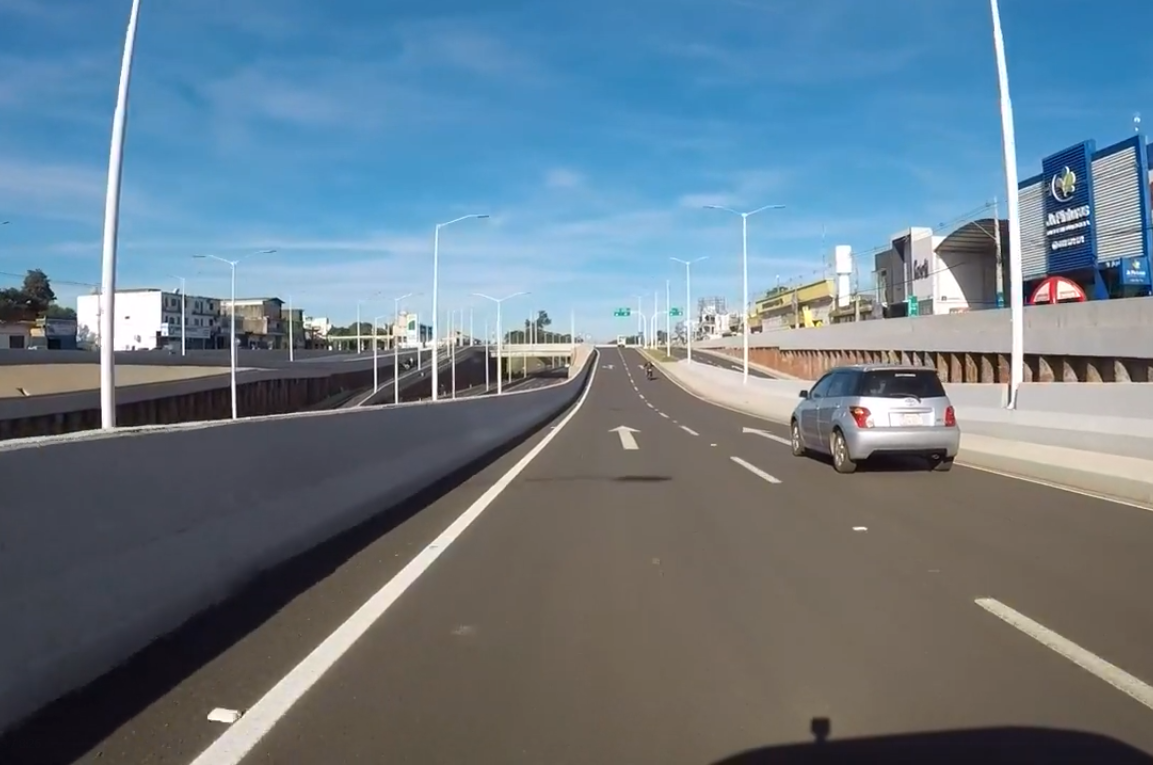
Multiviaducto del km 7 en dirección a la Avenida Perú.

En un principio la ciudad fue planificada urbanísticamente. Por ejemplo, estaba planeado que la ciudad tuviera un aeropuerto, un lago artificial y zonas residenciales, pero su crecimiento ha sido tan pujante que la planificación de la parte urbana fue improvisándose. Un ejemplo de ello representa la Penitenciaría Regional, que quedó ubicada dentro de un barrio residencial, o el ahora ex-aeropuerto, que se ubica en un lugar altamente transitado en inmediaciones del centro de la ciudad, y que ahora opera como un espacio recreativo. Ciudad del Este es la principal entrada a Paraguay desde el extranjero en la región este.

#### Salud
En la ciudad existen entes de carácter público como el Hospital Los Ángeles, o el Instituto de Previsión Social ubicado en el Área 1 sobre la avenida Monseñor Rodríguez. A nivel regional destaca el Hospital Regional de Ciudad del Este, ubicado en el barrio Santa Ana sobre la Ruta PY07, al costado del Cuerpo de Bomberos Voluntarios. Entre los institutos de carácter privado se encuentran el Sanatorio Central, el Sanatorio Manuel Riveros, el Sanatorio Le Blanc, el Sanatorio Internacional, Fundación Tesãi, y otros. También operan unos 22 dispensarios médicos municipales distribuidos por todo el distrito.

#### Seguridad
La seguridad está a cargo del Grupo Lince, una agrupación táctica motorizada cuyos efectivos son altamente formados de manera táctica por expertos de la Policía de Panamá. Este grupo opera y patrulla la ciudad desde el 14 de diciembre de 2017. La sede de la Dirección de Policía del décimo departamento se halla en la Gobernación de Alto Paraná. El Grupo Lince tiene como fin fortalecer el combate a la delincuencia, sobre todo contra asaltantes y motochorros. El accionar de este grupo motorizado ha sido notable debido a la disminución de asaltos, y al aumento de asaltantes callejeros y motochorros detenidos, lo cual logra un efecto eficaz y disuasivo en los criminales, así como la confianza y seguridad subjetiva de la ciudadanía.

#### Vías de acceso
Las principales vías de acceso son el Puente de la Amistad sobre el Río Paraná une Ciudad del Este con Foz de Iguazú, Brasil. La Ruta PY02 la une con la capital del país, Asunción. En Coronel Oviedo se encuentra la intersección con la Ruta PY08, si se desea ir tanto al norte del país (Bella Vista Norte) como al sur (Coronel Bogado), atravesando prácticamente por el medio de la Región Oriental del Paraguay, y por ciudades importantes como Villarrica. La Ruta PY02 posee dos carriles sentido y se complementa con dos colectoras adicionales, que totalizan 8 carriles que se extienden por 10 kilómetros desde el microcentro de la ciudad hasta las fracciones Jardín del Este y José Félix Bogado; esas colectoras son:
- Avenida San Blas (sentido CDE-ASU).
- Avenida Monseñor Rodríguez (sentido ASU-CDE).

| Identificador | Denominación | Tipo          | Itinerario |
| ------------- | ------------ | ------------- | --- |
| PY02          | Ruta 2       | Ruta Nacional | Por Puente Internacional de la Amistad y el microcentro: atravesando en medio de los barrios Boquerón, Defensores del Chaco, Pablo Rojas, intersección con la Ruta PY07, Che La Reina, San José, María Auxiliadora, La Blanca, 29 de septiembre, Carolina, Ciudad Nueva, Juan Pablo II, San Juan, Villa Sofía, Virgen del Huerto, km 8 al 13 (13 km). |
| PY07          | Ruta 7       | Ruta Nacional | Por Puente Cavalcanti atravesando los barrios: Che La Reina, Pablo Rojas, intersección con la Ruta PY02, San José, Defensores del Chaco, Área 1, San Lucas, San Alfredo, Área 8, Área 4, Virgen de Fátima y Santa Ana (6 km). |

En el km 30 de la Ruta PY02, se encuentra la intersección con la Ruta PY06, que la une con Encarnación, al sur del país. 
La Ruta PY07, antiguamente llamada «Supercarretera Itaipú» o «Avenida Mariscal López», es un pavimento de 4 carriles que atraviesa la ciudad de sur a norte, y sirve de tránsito frecuente con las ciudades adyacentes Presidente Franco y Hernandarias. En Katueté (al norte de esta ruta) se encuentra la intersección con la Ruta 3 para llegar a Salto del Guairá (capital del Departamento de Canindeyú).
Un punto bastante transitado es la Avenida República del Perú, ubicado en el lado norte de la ciudad, que desde la Ruta PY02 atraviesa los barrios Carolina y Don Bosco hasta interconectarse con la Ruta PY07, en Hernandarias. Esta avenida de aproximadamente 7 kilómetros posee tres tramos de seis carriles, de los cuales el antiguo tramo del medio se convirtió en una motovía que funciona regularmente hasta las 17:00; luego de esa hora, los ciudadanos lo utilizan como vía peatonal. En el lado sur de la ciudad, desde la Ruta PY02, la Avenida Julio César Riquelme atraviesa por el barrio Ciudad Nueva, mientras que en el mismo trayecto se puede tomar la Avenida San José (barrios San Alfredo, San José, San Isidro y Villa Fanny) para llegar a la Ruta PY07 con destino a Presidente Franco.

#### Transporte

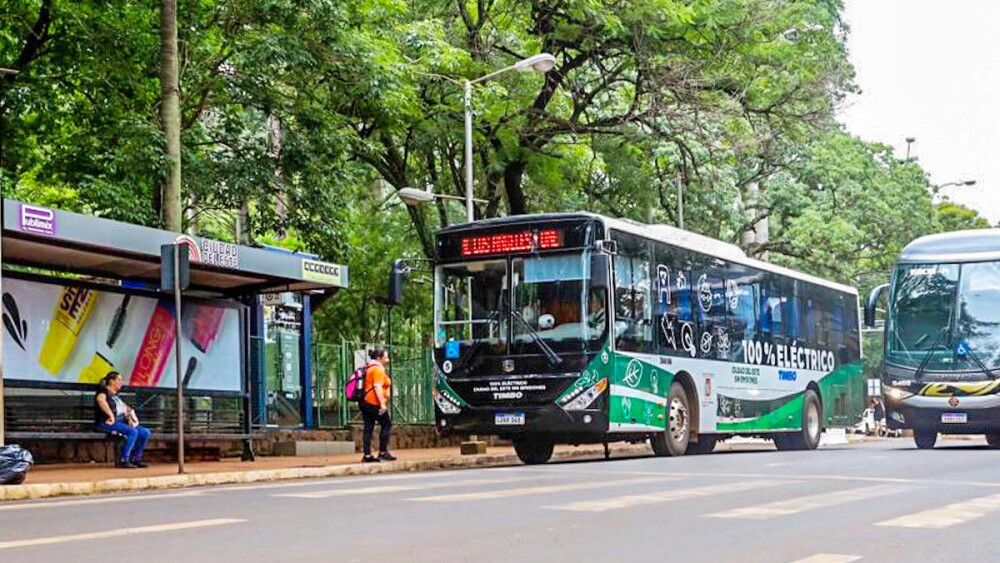
Bus Eléctrico en las calles de la ciudad.

El servicio de vehículos de alquiler está compuesto de taxis, MUVs, Ubers, vehículos de transporte privado y transporte escolar. Los taxis se identifican con el color de carrocería blanco, los transportes escolares con furgonetas amarillas y los muvers (MUV) con vehículos de última generación. Los buses comienzan a operar alrededor de las 04:00 hasta las 22:00 horas, y a diferencia de Asunción, el itinerario de estos no se manejan por líneas sino por barrios o kilómetros. Existen varias empresas de transporte público cuyos vehículos se identifican con su propio color y denominación. También hay buses diferenciados y climatizados que ofrecen el servicio al mismo costo que las flotas convencionales. Los servicios de transporte MUV y Uber poseen coberturas en Ciudad del Este con recorridos frecuentes en sus ciudades cabeceras y en localidades vecinas como Foz de Iguazú y Puerto Iguazú.
La Terminal de Ómnibus, ubicado en cercanías del Estadio Antonio Aranda, se encarga de recibir e interconectar a los buses de media y larga distancia provenientes de la capital, de ciudades del interior, de ciudades turísticas como Puerto Iguazú y así también desde ciudades como Buenos Aires, São Paulo, etc. También se encuentra la Terminal Interurbana del km 9, que fue trasladada del km 7 debido a las obras del viaducto.
El Aeropuerto Internacional Guaraní es la principal vía aérea de comunicación y se encuentra a 20 minutos del microcentro de la ciudad. El movimiento de pasajeros y aviones que genera, lo convierte en el segundo aeropuerto con mayor tráfico del país, detrás del Aeropuerto Silvio Pettirossi. El aeropuerto ofrece vuelos diarios a Asunción, São Paulo y Buenos Aires.

#### Servicios públicos
El servicio de telefonía fija, es mayormente brindado por COPACO SA, empresa que también es la concesionaria del servicio de VOX desde su adquisición en 2010. El servicio de acceso a Internet por banda ancha y fibra óptica es provisto, entre otros, por Tigo (perteneciente a Telecel), Personal (perteneciente a Núcleo SA) y también COPACO. El servicio de electricidad, como sucede en todo el país, es únicamente proveído por la ANDE. El servicio de agua potable lo administra la ESSAP. La recolección de residuos lo realizan las empresas Ingesa, Horizonte y Tecnolimpia.

## Demografía
Ciudad del Este es la ciudad más poblada del país después de Asunción, con una población de 325 819 habitantes de los cuales 162 914 son hombres y 162 905 son mujeres, según el censo paraguayo de 2022. Se ubica en el puesto N° 1 del Alto Paraná en cuanto a crecimiento poblacional, y el segundo del país. El boom demográfico se dio en la década de 1970 con la llegada masiva de inmigrantes de diversas partes del país y del mundo. Sobresalen las colectividades de sirio-libaneses, chinos, coreanos, japoneses y brasileños, entre otras, ya integradas al pueblo esteño. El distrito es totalmente urbano y la densidad poblacional alcanza los 2926 habitantes por km².
Representa el 42,6% de la población departamental (763.702) y el 5,3% de la nacional (6.109.903). Como en el resto del país, la mayor parte de la población domina el español y el guaraní, además del yopará, pero en la ciudad también el portugués es de uso cotidiano para miles de personas, al ser ciudad fronteriza con Brasil y albergar una notable comunidad brasileña, y se utiliza principalmente en el sector comercial y agropecuario. Gracias a la fuerte presencia de inmigrantes asiáticos y del medio oriente, idiomas como el árabe, chino y el coreano son de uso común en el área céntrica de la ciudad tanto en la conversación como en la cartelería. Se estima una tasa de crecimiento demográfico del 8% interanual, lo cual se traduce a que 8 de cada 10 nuevas familias pasan a residir en dúplex y apartamentos.
Su área metropolitana, denominada Gran Ciudad del Este, incluye a las ciudades de Hernandarias, Minga Guazú y Presidente Franco los cuales incrementan la población a más de medio millón de habitantes. Mientras que en la región denominada Triple Frontera, conformada por el Gran Ciudad del Este, Foz de Iguazú (Brasil), y Puerto Iguazú (Argentina), constituyen un aglomerado transnacional de cerca de un millón de habitantes. 

### Colectividades
Ciudad del Este acoge a numerosas colectividades de inmigrantes que llegaron en busca de oportunidades de emprendimiento y son parte activa del crecimiento de la capital esteña. Los extranjeros destacan la libertad para expresar libremente su cultura y creencias en un ambiente de cordialidad. Unas de las comunidades más numerosas y activas es la de la República de China (Taiwán), que se destaca por obras de caridad, asistencia a personas de escasos recursos económicos, otorgamiento de becas y otros beneficios. En ocasiones se realiza la Feria de Colectividades, tanto de las colectividades del distrito como la de otras zonas del país.
| Población por sexo y edades (2020) | Población por sexo y edades (2020) | Población por sexo y edades (2020) | Población por sexo y edades (2020) |
| Edad                               | Cantidad                           | Hombres                            | Mujeres                            |
| ---------------------------------- | ---------------------------------- | ---------------------------------- | ---------------------------------- |
| 0 a 4 años                         | 30.388                             | 15.448                             | 14.939                             |
| 5 a 14 años                        | 60.829                             | 30.948                             | 29.881                             |
| 15 a 29 años                       | 84.229                             | 43.251                             | 40.978                             |
| 30 a 44 años                       | 64.174                             | 31.166                             | 33.008                             |
| 45 a 64 años                       | 50.030                             | 25.156                             | 24.874                             |
| 65 a 79 años                       | 12.597                             | 6.694                              | 5.903                              |
| 80+ años                           | 2.035                              | 1.004                              | 1.031                              |
| Total                              | 304.282                            | 153.671                            | 150.611                            |
| %                                  | 100                                | 50,5                               | 49,5                               |

| Evolución demográfica de Ciudad del Este entre 1972 y 2022 |
|                                                            |

### Barrios
Ciudad del Este se organiza territorialmente en un total de 44 barrios. La Ruta PY02 divide a la ciudad en dos partes: 15 barrios en el norte y 29 barrios en el sur. Usualmente, la mayoría de los ciudadanos esteños identifican las dos mitades de la ciudad con el nombre del río que lo circunda, como es el caso del lado Acaray (lado norte) y lado Monday (lado sur). Generalmente se referencian así a los barrios más distantes del microcentro, aquellos que están más allá del km 7.

Barrios de Ciudad del Este

| Barrios de Ciudad del Este | Barrios de Ciudad del Este | Barrios de Ciudad del Este | Barrios de Ciudad del Este | Barrios de Ciudad del Este | Barrios de Ciudad del Este |
| N.º                        | Barrio                     | N.º                        | Barrio                     | N.º                        | Barrio                     |
| -------------------------- | -------------------------- | -------------------------- | -------------------------- | -------------------------- | -------------------------- |
| 1                          | Montelindo                 | 16                         | Microcentro                | 31                         | 23 de octubre              |
| 2                          | Las Palmeras               | 17                         | O'Leary                    | 32                         | San Alfredo                |
| 3                          | San Ramón                  | 18                         | San Miguel                 | 33                         | Villa Fanny                |
| 4                          | Virgen del Huerto          | 19                         | Remansito                  | 34                         | San Vicente de Paul        |
| 5                          | Villa Sofía                | 20                         | San Roque                  | 35                         | San José                   |
| 6                          | San Juan                   | 21                         | Virgen de Fátima           | 36                         | San Isidro                 |
| 7                          | Acaray                     | 22                         | Bernardino Caballero       | 37                         | Ciudad Nueva               |
| 8                          | Don Bosco                  | 23                         | Área 4                     | 38                         | Juan Pablo II              |
| 9                          | Carolina                   | 24                         | Área 3                     | 39                         | Santa Lucía                |
| 10                         | 29 de Septiembre           | 25                         | Área 8                     | 40                         | El Pinar                   |
| 11                         | La Blanca                  | 26                         | Boquerón                   | 41                         | San Francisco              |
| 12                         | María Auxiliadora          | 27                         | Área 1                     | 42                         | Yrendy                     |
| 13                         | Che La Reina               | 28                         | Defensores del Chaco       | 43                         | Villa Isabel               |
| 14                         | Pablo Rojas                | 29                         | San Lucas                  | 44                         | Zona Industrial            |
| 15                         | San Blas                   | 30                         | Santa Ana                  |                            |                            |

## Cultura

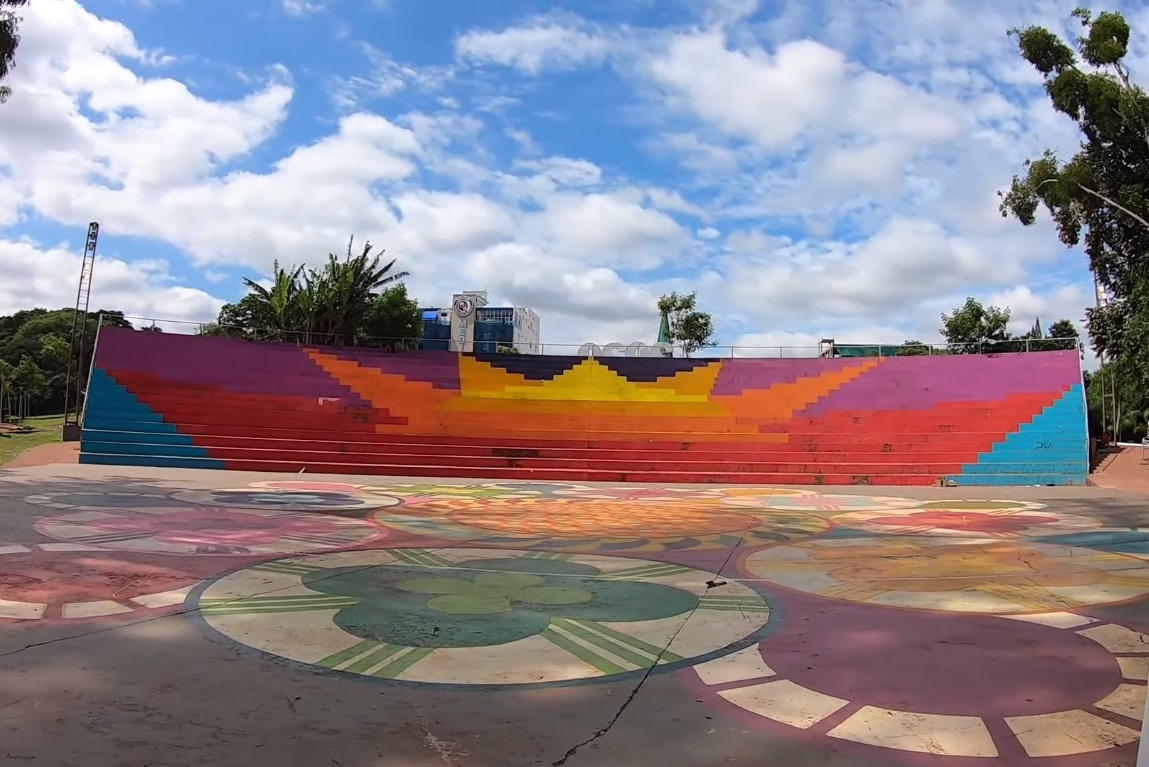
Anfiteatro del Lago.

El Departamento de Cultura de la Municipalidad es la principal organizadora y gestora de una importante labor de difusión del arte y la cultura. Promociona actividades recreativas, sociales y culturales de la ciudad, se encuentra actualmente abocada en la tarea de trabajar en forma interinstitucional con la Dirección de Turismo de Paraguay (DITUR), dependiente del Ministerio de Obras Públicas y Comunicaciones (MOPC). Existe también la Casa de la Cultura cuya sede se ubica en el barrio Ciudad Nueva del km 7.
El Museo «El Mensú» ubicado en el predio de la Municipalidad, fue la primera casa de la ciudad, en ella se guardan objetos de épocas de la fundación de Ciudad del Este, así como objetos indígenas de la región. Son fechas festivas el 3 de febrero, aniversario de la ciudad y fiesta patronal de San Blás, en el mes de junio se realiza el festival de las tres fronteras, y las tradicionales fiestas de San Juan.

### Educación
Los establecimientos educativos tienen dos orígenes: público y privado. La educación pública, al igual que en todo el país, es financiada por el Estado, confiriéndole para esto al menos el 3,7% del producto interno bruto, según previsiones de la Ley de Presupuesto Nacional vigente. El marco legal, jurídico-institucional de la educación paraguaya en la actualidad está integrado principalmente, además de la CN 1992, por la Ley General de Educación (N.º 1264/1998); la Ley de Gratuidad de la Educación Inicial y Educación Media (N.º 4088/2010) y la Ley de Educación Superior (N.º 4995/2013). También, por las leyes, decretos y resoluciones referidos a los programas ampliados de la gratuidad, y la Ley N.º 4738/12 De creación del Fondo Nacional de Inversión y Desarrollo (Fonacide) y del Fondo para la Excelencia de la Educación y la Investigación (FEEI).
En cuanto a los niveles educativos, la educación inicial comprende desde los 2 hasta los 5 años de edad, siendo obligatorio el último año. Por su parte, la educación primaria, completamente obligatoria, está destinada a la formación a partir de los 6 años de edad hasta los 12 aproximadamente. La secundaria, también obligatoria, es destinada a los que hayan cumplido con el nivel primario. La tasa de analfabetismo en mayores de 10 años es casi inexistente. En el rango de 3 a 17 años, el porcentaje de asistencia a establecimientos educativos es ligeramente mayor que en otros distritos departamentales, y significativamente mayor a partir de los 18 años.
Existen numerosas instituciones públicas y privadas que destacan en el terreno de la educación escolar básica, como la Escuela  N° 1.532 Primer Intendente Municipal, la Escuela San Blás, el Colegio Gimnasio del Saber, el Colegio Inmaculada Concepción, el Colegio Soldado Paraguayo, Colegio Área 1, y el Centro Regional de Educación «Dr. José Gaspar Rodríguez de Francia», este último el más tenido como referencia en el ámbito educativo de la comunidad ya que cumple una amplia función a través de los Ciclos Básicos, Bachillerato Científico, Bachillerato en Ciencias Sociales y Letras, Bachillerato Técnico, además de Formación Docente.
Respecto a la educación terciaria, se caracteriza por ser especializada y de corta duración, estando concebida para la rápida salida laboral. Ciudad del Este es sede de varias Universidades estatales y privadas. La Universidad Nacional del Este es una de las más importantes del país, con una matrícula de alrededor de 20.000 alumnos, cuya estructura académica está compuesta por alrededor de 300 cargos docentes que enseñan las 25 carreras distribuidas en 7 facultades. La sede central se ubica en el barrio San Juan, y en el campus, se encuentran unidades académicas como el Rectorado, las facultades de: Filosofía, Ciencias Económicas, Derecho y Ciencias Sociales, y la Politécnica. En Minga Guazú se halla la Facultad de Ingeniería Agronómica y la Facultad de Ciencias de la Salud, mientras que La Escuela Superior de Bellas Artes se localiza en Presidente Franco.

### Universidades
| Fundación  | Universidad                                      | Universidad | Universidad | Posición Mundial 2020 (CSIC Webometrics) | Posición Latinoamérica 2020 (CSIC Webometrics) | Posición Nacional |
| 07-01-2008 | Universidad Autónoma de Encarnación              | UNAE        | Privada     | 6397                                     | 630                                            | 2                 |
| 27-05-1991 | Universidad del Norte                            | UNINORTE    | Privada     | 6979                                     | 678                                            | 3                 |
| 22-10-1993 | Universidad Nacional del Este                    | UNE         | Estatal     | 11416                                    | 964                                            | 7                 |
| 12-10-1991 | Universidad Americana                            | UNAM        | Privada     | 13588                                    | 1145                                           | 9                 |
| 14-03-2003 | Universidad de Integración de las Américas       | UNIDA       | Privada     | 17155                                    | 1543                                           | 12                |
| 06-09-1996 | Universidad Politécnica y Artística del Paraguay | UPAP        | Privada     | 17183                                    | 1547                                           | 13                |
| 12-01-1996 | Universidad Tecnológica Intercontinental         | UTIC        | Privada     | 18173                                    | 1693                                           | 18                |
| 07-01-2008 | Universidad Autónoma del Sur                     | UNASUR      | Privada     | 20478                                    | 2029                                           | 21                |
| 26-03-1992 | Universidad Privada del Este                     | UPE         | Privada     | 21557                                    | 2244                                           | 23                |
| 30-11-2007 | Universidad San Carlos                           | USAC        | Privada     | 21772                                    | 2285                                           | 25                |
| 20-06-2003 | Universidad Internacional Tres Fronteras         | UNINTER     | Privada     | 21914                                    | 2319                                           | 27                |
| 26-12-2007 | Universidad San Lorenzo                          | UNISAL      | Privada     | 23135                                    | 2585                                           | 30                |
| 29-12-2006 | Universidad Central del Paraguay                 | UCP         | Privada     | 23257                                    | 2604                                           | 31                |
| 09-01-2009 | Universidad María Serrana                        | UMAS        | Privada     | 26724                                    | 3347                                           | 39                |

### Religión

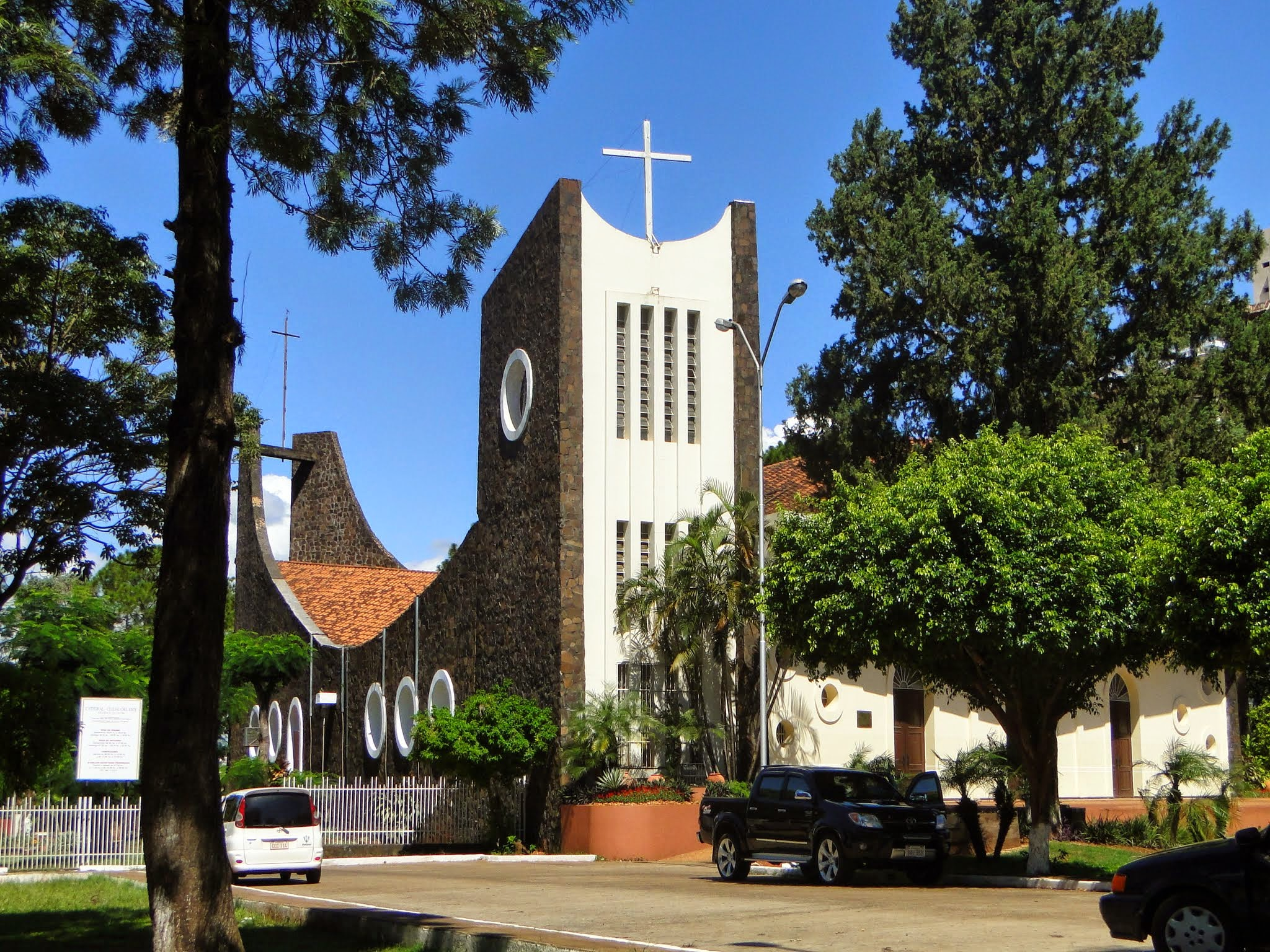
Catedral San Blas.

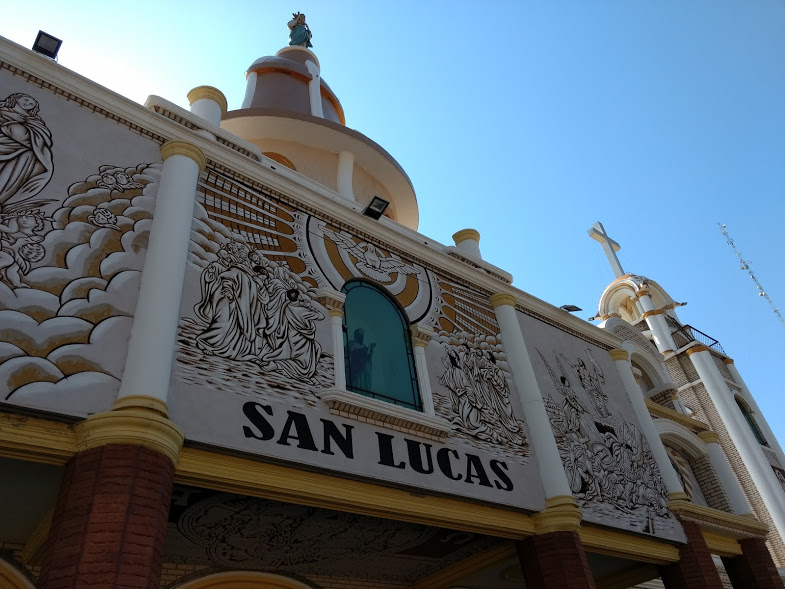
Iglesia San Lucas.

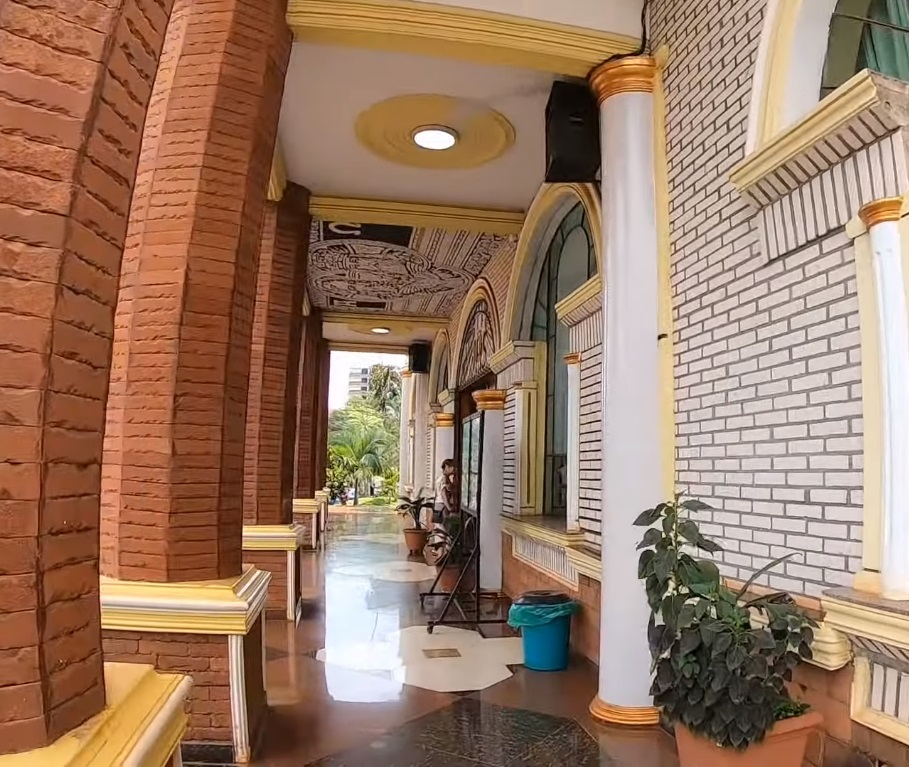
Pasillo de la iglesia San Lucas.

Al igual que en todo el país, la libertad de culto del habitante esteño está garantizado por el Artículo 24 de la Constitución Nacional, aunque el Estado reconoce un carácter preeminente a la Iglesia católica que cuenta con un estatus jurídico diferenciado respecto al del resto de iglesias y confesiones.
La mayor parte de la población profesa la rama católica de la religión cristiana, seguida por las demás ramas cristianas como el protestantismo, además la ciudad tiene una importante presencia islámica con templos dedicados a esa religión. Para el 2019, se inaugurará la apertura del templo budista «Fo Guang Shan» en el barrio Pablo Rojas, convirtiéndolo en el segundo a nivel país, el templo ya existente se encuentra en Asunción y lleva el mismo nombre.
La Catedral San Blas, inaugurada el 25 de julio de 1966, fue proyectada por el arquitecto boliviano Javier Querejazu con la intención de abrazar a los feligreses con su llamativa arquitectura, pero con la forma similar a la del Arca de Noé. El templo asemeja la forma de un barco, construida en 1964 con esculturas de piedra, enfocado en un estilo europeo. Es el más importante de la diócesis debido a que posee una identidad artística que le otorga un aspecto vanguardista acorde a los nuevos tiempos, luego de las refacciones realizadas en 2015. La fiesta del Santo Patrono se realiza cada 3 de febrero, en consonancia con el aniversario de la ciudad y el derrocamiento de Stroessner.
El otro templo es la Mezquita Alkhaulafa Al-Rashdeen, conocida también como Mezquita del Este, se ubica en la periferia del centro comercial de Ciudad del Este, en el barrio Centro. Se trata de una imponente estructura con una cúpula o domo que le da un toque distinto entre las edificaciones existentes en la ciudad. Desde su terraza puede divisarse la ciudad brasileña de Foz do Iguazú, ya que se encuentra a pocos metros del río Paraná.

### Cinematografía y teatro
Fue escenario de varios filmes, entre ellos, la producción estadounidense de Miami Vice (2006), dirigida por Michael Mann, cuyo rodaje abarcó dos jornadas, en noviembre de 2005, incluyendo escenas en la calle, el Shopping Lai Lai y el Casino Acaray, con la participación de unos 200 extras.
En 2009 se grabó la producción argentina y holandesa, First Mission, dirigida por Boris Paval Conen.
El 18 de octubre de 2013, la producción paraguaya Gritos del Monday inició su rodaje en el río Monday. Los Saltos del Monday (Presidente Franco) y Ciudad Del Este son escenarios del largometraje de terror, dirigido por Héctor Rodríguez. Esta obra fue declarada de interés Municipal por la ciudad de Presidente Franco. El productor fue David R. Miranda Moral, y como guionista, Justiniano Saracho Garay. Gritos del Monday se estrenó el 4 de abril de 2016, cerrando su circuito comercial con más de 32.409 tickets vendidos, además del Tour por los Pueblos, con 25 000 espectadores más.
La ciudad está prevista como una de las locaciones de la película paraguaya Caracol Guasu, proyecto de Sergio Marcos.
En la modalidad de teatro se encuentran institutos como el «Salón del Club Social Área 2» que promueven su enseñanza. La Escuela Superior de Bellas Artes de la Universidad Nacional del Este también imparte carreras de Licenciaturas en Danza, Música, Teatro y Artes Visuales.

### Escuela Municipal de Artes y Oficios
La Escuela Municipal de Artes y Oficios de Ciudad del Este es considerada como uno de los mayores centros de capacitación en mandos medios del país y cuenta con alrededor de 35 000 alumnos inscriptos en diferentes modalidades. La institución ofrece de manera gratuita más de 70 cursos técnicos tales como mecánica automotriz, cocina, panadería, repostería, peluquería, cosmetología, maquillaje, albañilería, reparación de PC, informática, fotografía digital, auxiliar contable, cajero, corte y confección, cotillón, carpintería, entre otros tantos durante los turnos mañana, tarde y noche. Los egresados reciben sus títulos de profesional, refrendados por el Ministerio de Educación y Ciencias (MEC).

### Biblioteca Municipal
La Biblioteca Pública Municipal de Ciudad del Este fue fundada en 1962 y se constituye como la más grande del Alto Paraná. Se ubica en la Avenida Bernardino Caballero, frente a la sede de la Gobernación de Alto Paraná. El retiro de libros es gratuito, y para ello es necesario el registro en la recepción con la cédula de identidad. La biblioteca imparte cursos gratuitos de idiomas como inglés, francés, chino mandarín; así como clases de ajedrez, pintura, informática básica, informática superior, cursos literarios y acceso libre a wifi. En la biblioteca también funciona el Centro de Escritores del Alto Paraná (CEAP).

### Vida nocturna
La vida nocturna gira en torno a la población joven y universitaria, en su mayoría estudiantes de origen paraguayo y brasileño. Los mejores restobares y discotecas están en los barrios Boquerón, Microcentro, San Lucas, Ciudad Nueva y Don Bosco. No obstante, está prohibido producir ruidos molestos o excesivos desde las 22:00 hasta las 06:00 horas, a excepción de aquellos que por su naturaleza responden a las necesidades de la comunidad (festivales solidarios, conciertos de rock, actividades culturales, eventos musicales en espacios bien abiertos, por nombrar ciertos casos).

## Turismo

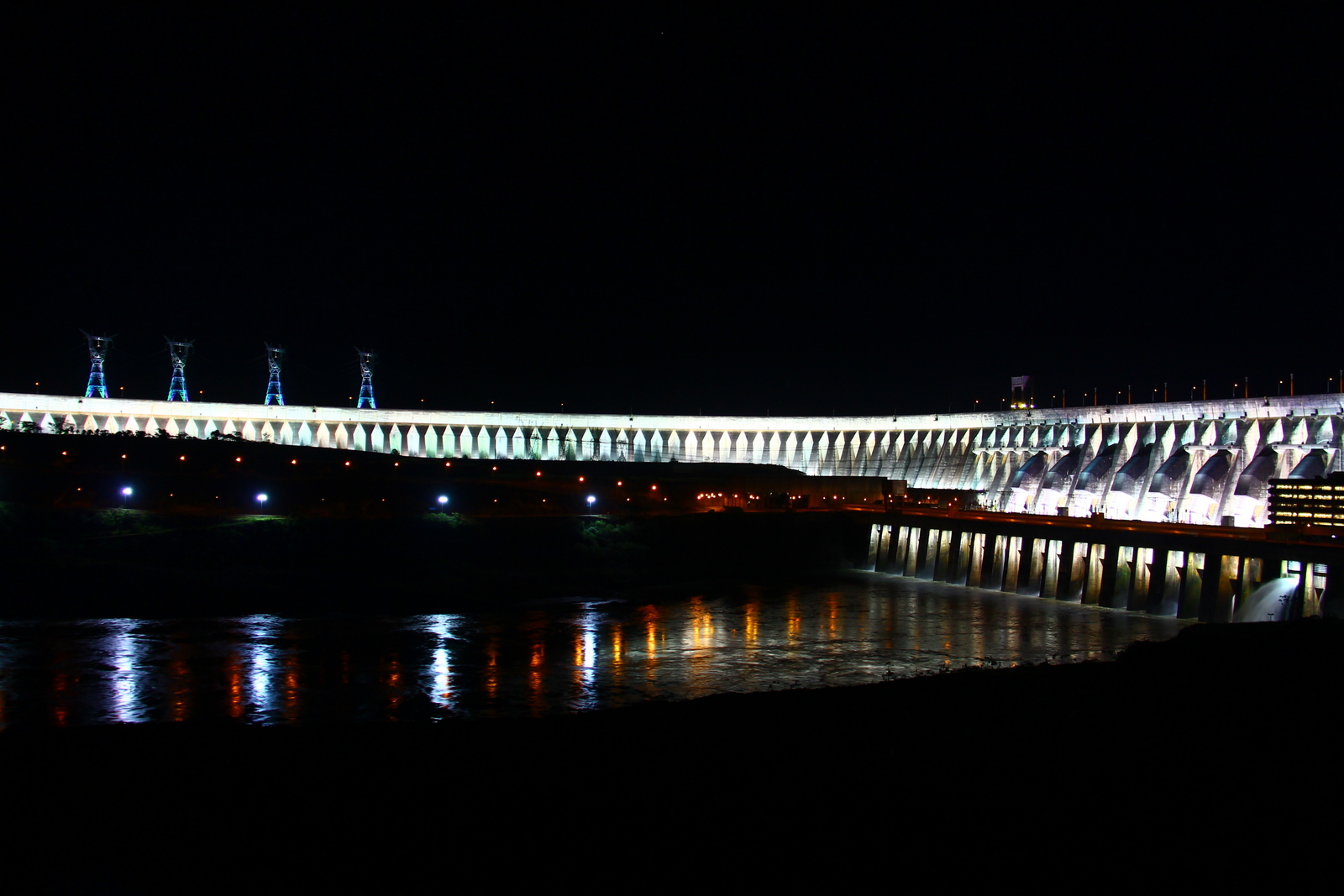
En Hernandarias, conurbano esteño, se ubica la Hidroeléctrica Itaipú.

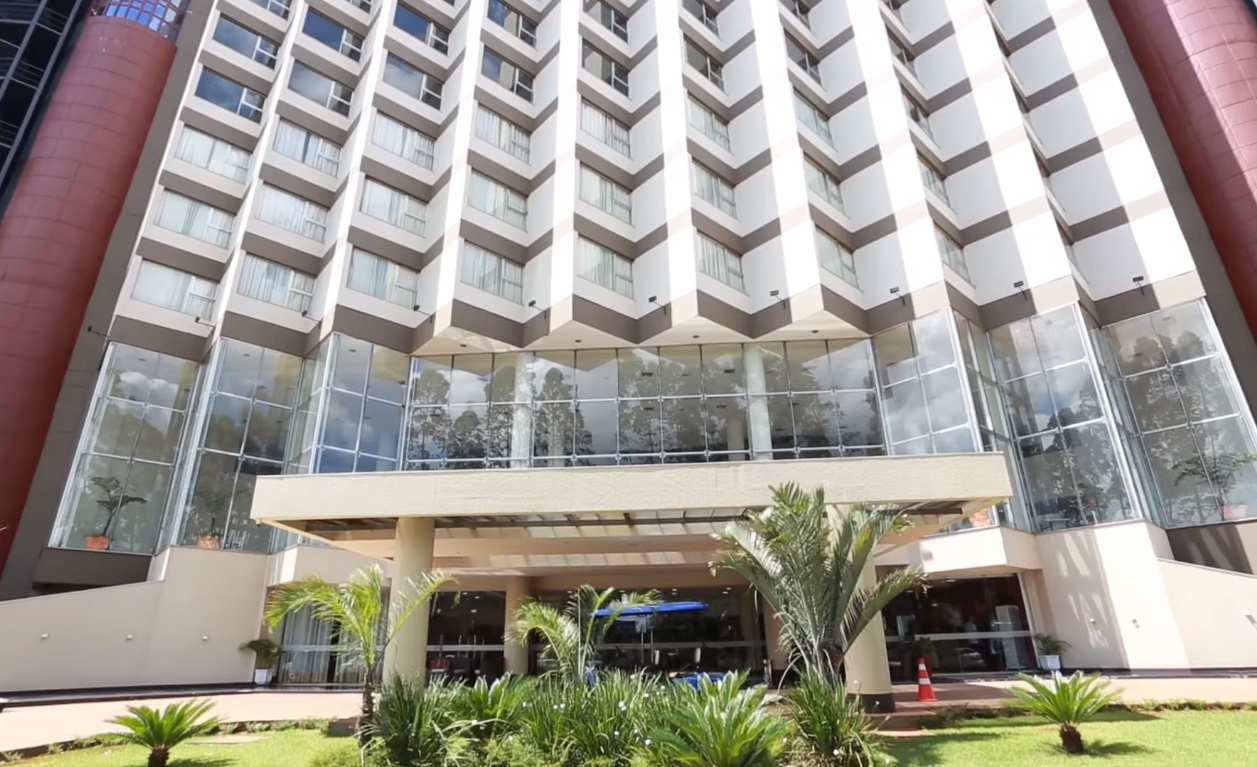
Gran Nobile Hotel, en km 7.

La ciudad dispone de una infraestructura hotelera de primer nivel, modernos centros de compras, prestigiosos establecimientos gastronómicos, casino y centros de diversión nocturna. Si bien el turismo de compras es lo que más caracteriza a Ciudad del Este, en la zona metropolitana existen numerosos atractivos turísticos de diversa índole que constituyen la carta de presentación más llamativa del núcleo central de la región, entre ellas la conocida Triple Frontera donde confluyen Paraguay, Brasil y Argentina.
El Turista Róga (Casa del Turista), es una dependencia de la Secretaría Nacional del Turismo (SENATUR), ubicada frente al Parque Verde, en el microcentro de la ciudad. Este centro especializado en orientación y recepción de turistas posee una sala de recepción e información amplia apta para entregar folletos y trípticos explicativos en idiomas como el inglés, francés, italiano, alemán, coreano, portugués y español. Los atractivos turísticos del núcleo urbano e interurbano son:

### Sitios de interés
- Lago de la República: ubicado cerca del centro de la ciudad, es un lago rodeado de vegetación el cual aprovecha las aguas del arroyo Amambay y posee un espacio de recreación dotado de un anfiteatro al aire libre que ofrece a la comunidad un lugar público donde disfrutar de eventos artísticos y culturales. En sus alrededores se encuentran también camineros, ciclovías, sitios de descanso, parques infantiles, gimnasio y locales gastronómicos por excelencia.
- Museo El Mensú: la otrora sede de la comisión administrativa y de la intendencia municipal, es la primera edificación instalada desde la fundación de la ciudad. En 1999 se convirtió en el museo de historia El Mensú, y se inauguró de forma oficial el 3 de febrero de 2000. En el recinto se exhiben obras de colección así como objetos de valor histórico utilizados durante los primeros años de la ciudad, ya sea equipos, herramientas, fotografías antiguas y elementos etnohistóricos de los indígenas que habitaron los alrededores antes de los años 1950.[82]
- Represa de Itaipú: se ubica a 20 km en dirección al lado norte, en el distrito de Hernandarias, una de las mayores centrales hidroeléctricas del mundo. En cercanías se encuentra también el Museo de la Tierra Guaraní.[83]
- Cataratas del Monday: 8 km al sur en Presidente Franco, se encuentra la caída de agua del río homónimo. Tiene características similares a las Cataratas de Dettifoss, con una anchura de 120 m y 3 caídas principales de 40 m.[84]
- Monumento Científico Moisés Bertoni: es un área protegida donde está la casa en la que el sabio realizaba sus investigaciones y publicaciones botánicas. Se ubica 20 km al sur del centro esteño, en Presidente Franco.[85]
- Costanera de Hernandarias: espacio de recreación de acceso libre entre las 10:00 y 19:00; posee ciclovía, playa, canchas, gimnasio, estacionamiento para 100 vehículos, instalaciones lumínicas led, así como eventuales actividades artísticas y culturales. Inaugurado en 2018, es el primer municipio de Alto Paraná en poseer una costanera.[86]
- Cataratas del Iguazú: 20 km al este se localizan las majestosas caídas entre las fronteras de Argentina y Brasil.

### Gastronomía

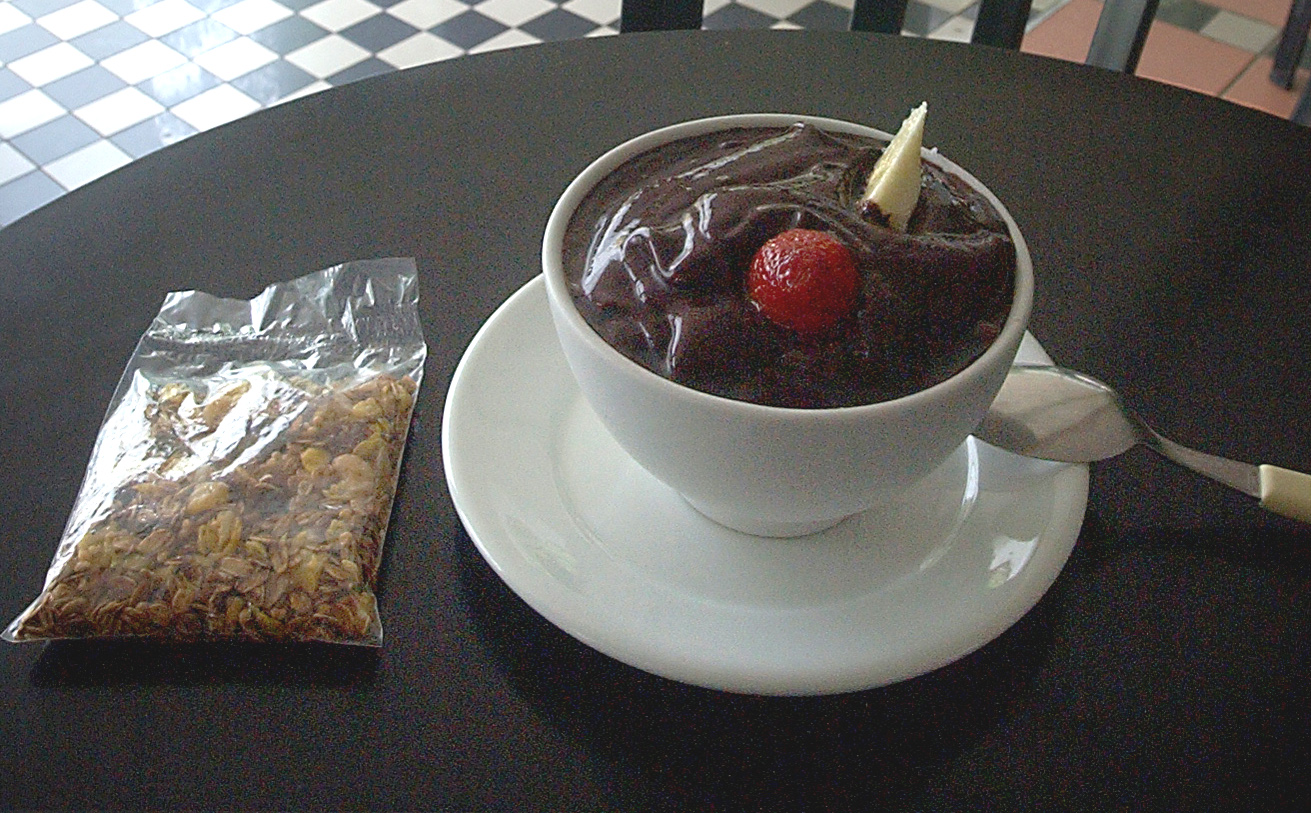
Helado de asaí.

La gastronomía de Ciudad del Este, al igual que la del resto de Paraguay, se caracteriza y diferencia de las gastronomías del resto de América por los aportes italiano, español, y portugués los cuales constituyen sus características principales, complementados por los aportes de etnias guaraníes. En menor medida se encuentran aportes de otras corrientes migratorias, visibles en la gastronomía brasiguaya, la cocina sino-paraguaya y la gastronomía sirio-libanesa.
El influjo teutónico ha sido mucho menor que en el sur de Paraguay, sin embargo, es muy llamativo en la repostería y confitería. Las llamadas facturas, tienen origen alemán y las medialunas, conocida en gran parte del planeta con el nombre francés de croissant, tiene origen austríaco. Otra costumbre de la zona, son las picadas, las picañas, la pizza, la milanesa, el locro, los guisados, entre otros. Los esteños también son muy aficionados a la sopa paraguaya, la chipa, los chorizos, chinchulines asados, butifarra, chipa guazú y queso Paraguay. En la ciudad también es muy frecuente el consumo de helados de tipo Açaí na tigela.
Entre las infusiones típicas están en primer lugar el mate y el tereré. También el café, el té, el mate cocido, el café con leche y el té con leche. Respecto a las bebidas alcohólicas, se destaca el consumo de caipiriñas, bebidas a base de whisky, vodka y luego, como en el resto del país, el vino (incluido el espumoso) y la cerveza dentro de las que destacan Miller, Brahma, Heineken, Pilsen, Munich y Corona. También hay emprendimientos de cerveza artesanal, de las que suelen hacerse ferias y lanzamientos al mercado.

## Medios de comunicación

### Medios televisivos
| Canal de TV | Nombre del canal          | Temática    | Tipo de canal              |
| ----------- | ------------------------- | ----------- | -------------------------- |
| Canal 8     | TV Cerro Corá del Este    | Generalista | Televisión abierta         |
| Canal 12    | Teleacción del Este       | Generalista | Televisión abierta         |
| Canal 14    | Paraguay TV               | Variedades  | Televisión por suscripción |
| Canal 48    | Tres Fronteras Televisión | Informativo | Televisión por suscripción |
| Canal 49    | Somos del Este            | Informativo | Televisión por suscripción |

### Medios impresos y digitales
| Medio informativo local | Plataforma        | Ciudad            | Temática    |
| ----------------------- | ----------------- | ----------------- | ----------- |
| ABC en el Este          | Digital           | Ciudad del Este   | Informativo |
| ADN Paraguayo           | Impresa y Digital | Ciudad del Este   | Informativo |
| CDE HOT                 | Digital           | Ciudad del Este   | Informativo |
| Diario La Clave         | Impresa y Digital | Ciudad del Este   | Informativo |
| Diario La Jornada       | Impresa           | Ciudad del Este   | Informativo |
| Diario NotiCde          | Digital           | Ciudad del Este   | Informativo |
| Diario Radio Concierto  | Impresa y Digital | Presidente Franco | Informativo |
| Semanario Primera Plana | Impresa y Digital | Ciudad del Este   | Informativo |

### Radios AM y FM
| kHz         | Nombre de la radio AM | Ciudad          | Temática   |
| ----------- | --------------------- | --------------- | ---------- |
| AM 550 kHz  | Radio Parque          | Ciudad del Este | Variedades |
| AM 660 kHz  | Radio Itapirú         | Ciudad del Este | Variedades |
| AM 1280 kHz | Radio La Voz          | Ciudad del Este | Variedades |

| MHz          | Nombre de la radio FM  | Ciudad            | Temática             |
| ------------ | ---------------------- | ----------------- | -------------------- |
| FM 88.7 MHz  | Radio Cielo Digital    | Ciudad del Este   | Religión             |
| FM 89.1 MHz  | Radio Concierto        | Presidente Franco | Variedades           |
| FM 89.5 MHz  | Radio Corpus           | Ciudad del Este   | Informativo          |
| FM 90.5 MHz  | Radio Piro'y           | Minga Guazú       | Informativo          |
| FM 90.5 MHz  | Radio Cetro            | Ciudad del Este   | Musical              |
| FM 90.7 MHz  | Radio Mundial          | Ciudad del Este   | Musical              |
| FM 92.5 MHz  | Radio Universo         | Ciudad del Este   | Musical              |
| FM 92.9 MHz  | Radio Activa           | Presidente Franco | Variedades/Religión  |
| FM 94.3 MHz  | Radio Del Este         | Ciudad del Este   | Musical              |
| FM 96.1 MHz  | Radio Itapirú          | Ciudad del Este   | Informativo          |
| FM 96.5 MHz  | Radio Teko Porã        | Presidente Franco | Informativo          |
| FM 98.1 MHz  | Radio Transcontinental | Hernandarias      | Informativo          |
| FM 98.5 MHz  | Radio Paraná           | Presidente Franco | Musical              |
| FM 99.7 MHz  | Radio Educación        | Ciudad del Este   | Cultural             |
| FM 101.3 MHz | Radio El Verbo         | Ciudad del Este   | Religión             |
| FM 102.5 MHz | Radio Parque           | Ciudad del Este   | Variedades           |
| FM 103.9 MHz | Radio Magnífica        | Ciudad del Este   | Religión/Política    |
| FM 104.3 MHz | Radio Integración      | Ciudad del Este   | Magazine             |
| FM 106.3 MHz | Radio Estación 40      | Ciudad del Este   | Musical              |
| FM 107.1 MHz | Radio Positiva         | Ciudad del Este   | Variedades           |
| FM 107.5 MHz | Radio La Nueva         | Ciudad del Este   | Variedades           |
| FM 107.9 MHz | Radio Tierra           | Ciudad del Este   | Informativo/Deportes |

## Deportes

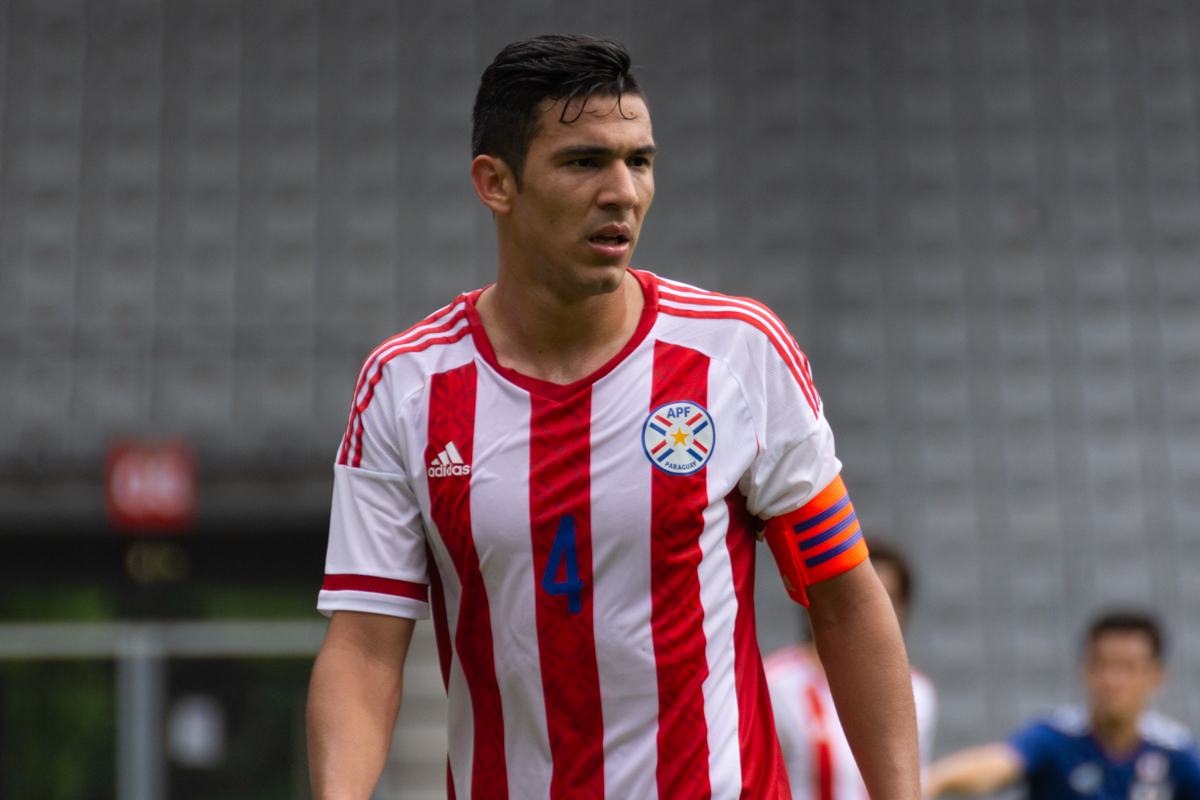
Fabián Balbuena, jugador del Dinamo Moscú.

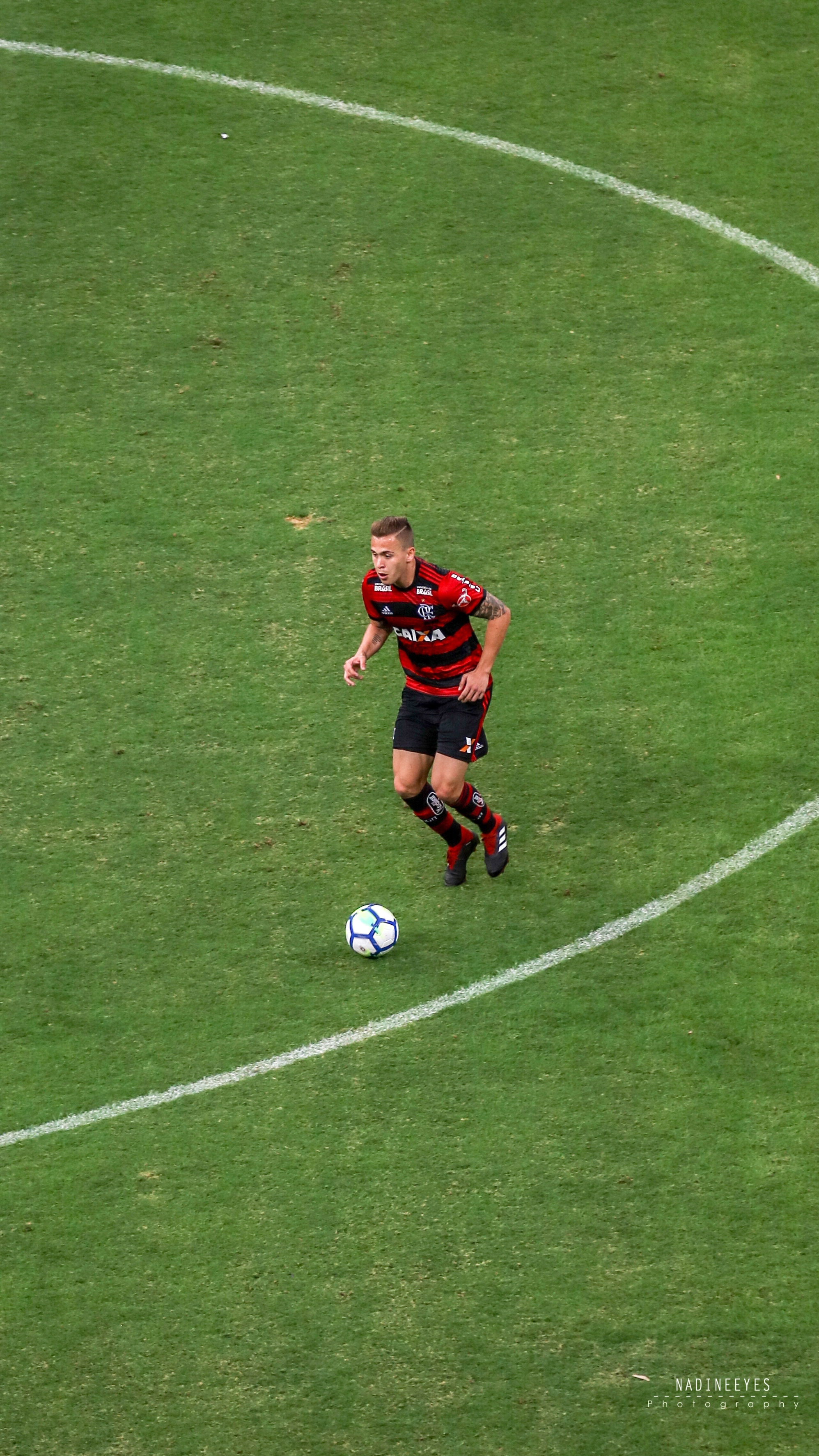
Robert Piris da Motta, futbolista del Flamengo.

El deporte más popular de la ciudad es el fútbol, y tiene al Estadio Antonio Aranda como sede de sus principales eventos deportivos, ubicado en el barrio Gral. Bernardino Caballero. El rugby también despierta mucha atracción de los esteños, y tiene como centro de actividades el Área 1 CDE Rugby Club. El baloncesto y la natación son populares en menor medida. Ciudad del Este cuenta con varios equipos profesionales, con dos clubes que llegaron a la Primera División.
El Club Atlético 3 de Febrero, conocido como El Rojo Paranaense, acostumbra ascender en la Primera División de Paraguay, y juega sus partidos en el Estadio Antonio Aranda, el tercer estadio más grande del fútbol paraguayo. El Club Social y Deportivo R.I. 3 Corrales participa en la Primera División B Nacional  y juega sus partidos en el Estadio R.I. 3 Corrales. El Club Deportivo Sol del Este, fundado en 2009, participa en la Primera División B Nacional y tiene como sede de sus partidos el Estadio km 12 Monday. La Liga Deportiva Paranaense, fundado en 1964, dispone de equipos participantes procedentes de los municipios del conurbano esteño, tales como Presidente Franco y Los Cedrales. Por su parte, el Club Cerro Porteño (Presidente Franco) participa en la Primera División B Nacional  y disputa sus partidos en el Estadio Felipe Giménez; llegó a jugar en Primera División durante 2012 y 2013.
Otros deportes practicados en Ciudad del Este:
- Futsal: el fútbol de salón es el segundo deporte más popular, con numerosos establecimientos deportivos en el conurbano esteño. Los dos emblemáticos polideportivos son: el Polideportivo Carlos Barreto Sarubbi, ubicado en el barrio Pablo Rojas; y el Polideportivo Estrella del Este, en el Área 5 de Presidente Franco.[92] Ambos establecimientos son utilizados para disputar los partidos nacionales y para la organización de torneos estudiantiles.[93]

- Golf: el Golf Club es el principal centro de práctica de golf. Se ubica sobre la Ruta PY07 en el Paraná Country Club de Hernandarias, en el límite distrital con Ciudad del Este.[94]

- Ciclismo: La Federación Paranaense de Ciclismo (FPC) es la principal entidad precursora del ciclismo en Alto Paraná, el cual organiza competencias y desafíos a nivel distrital e internacional.[95]

- Remo: el Club Regatas del Este es el principal promotor de este deporte náutico. Se ubica en la Avenida Mariscal José F. Estigarribia, en inmediaciones del Lago de la República.[96]

- Rugby: este deporte de evasión tiene como centro de entrenamiento el Área 1 Rugby Club, el cual alberga como sede al equipo Jabalíes de Raza.[97]

- Natación: la práctica de deportes acuáticos tiene una mínima pero notable participación en términos de competencia nacional. Los principales centros de natación de la ciudad son la Escuela de Natación Flipper, Power House Sport, la Academia Martínez Jara y la Escuela de Natación Salud & Vida.[98]

- Artes marciales: el karate, taekwondo y otras artes orientales están presentes en centros académicos como Cobra Fight Team, Leaders Artes Marciales, VTA Taekwondo, Xtreme Academy, Tanke Team, Gladeus Gym, RedLions Jiu Jitsu y otros.

- Patinaje artístico: los principales institutos de enseñanza son la Escuela Municipal de Patinaje Artístico y la Escuela de Patinaje del Club Área 4, con personalidades que llegaron a destacar a escala regional y mercosur.[99][100]

## Personalidades destacadas

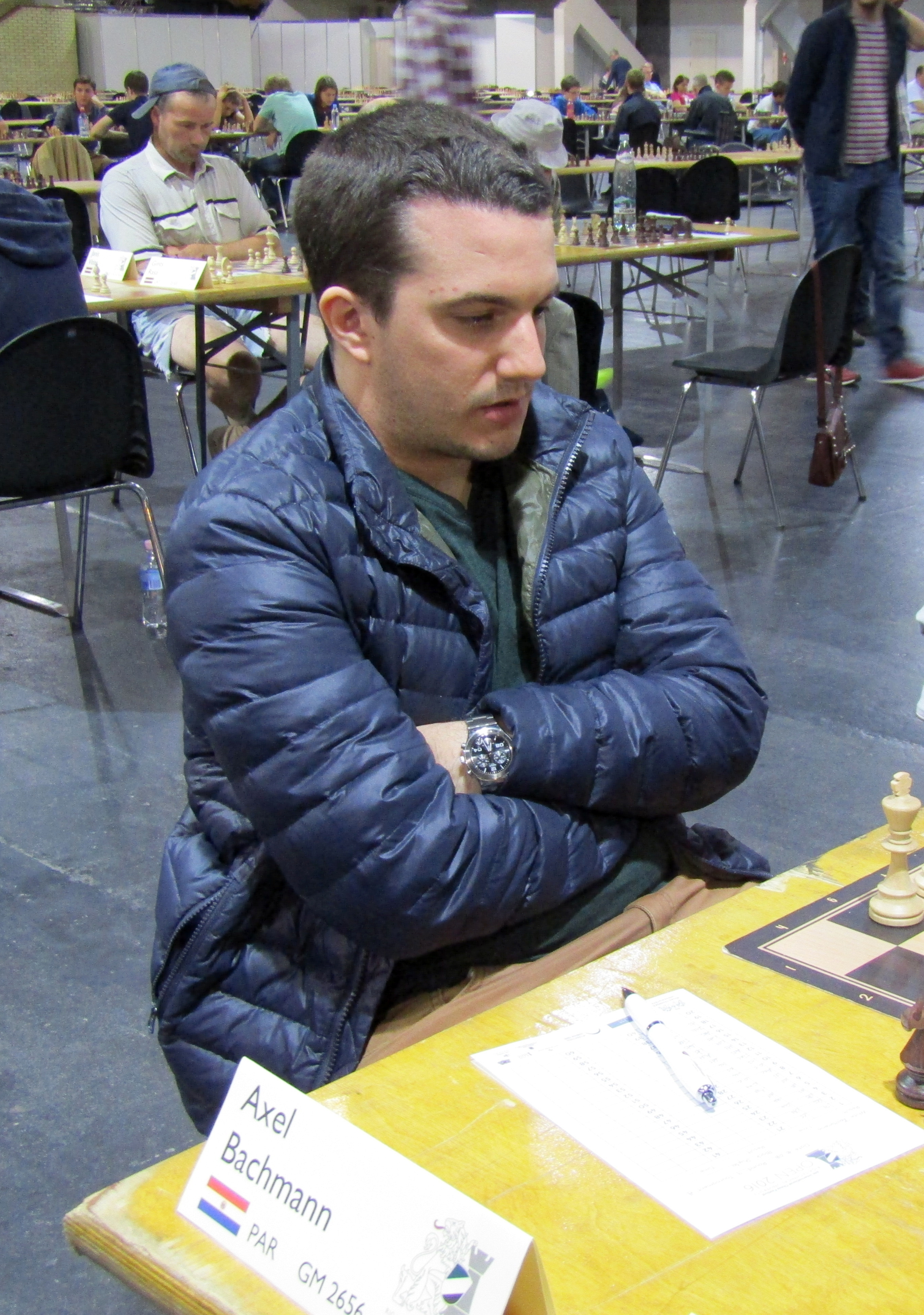
El GM Axel Bachmann.

- Axel Bachmann: ajedrecista, bicampeón iberoamericano de ajedrez (2013-2014).[101][102]
- Oscar Garcete: escultor y ganador del Premio Latinoamericano de Escultura de Arena (Uruguay, 2017).[103]
- Braian Samudio: futbolista del  Club Cerro Porteño y de la Selección Paraguaya.
- Fabián Balbuena: futbolista del  Corinthians y de la Selección Paraguaya.
- Fidencio Oviedo: futbolista del  3 de Febrero FBC y de la Selección Paraguaya.
- Miguel Paniagua: futbolista del  Guaireña y de la Selección Paraguaya.
- Torito González: futbolista del  12 de octubre y de la Selección sub-20.
- Francisco Vera: futbolista del  Fénix y entrenador de fútbol.
- Francisco Silva: futbolista del  Independiente Petrolero y de la Selección Paraguaya.
- Jorge Aquino: futbolista del  Santiago Morning. Militó en otros clubes chilenos.
- Robert Piris Da Motta: futbolista del  Club Cerro Porteño y de la Selección Paraguaya.
- Walter González: futbolista del  Club Olimpia y de la Selección sub-20 Paraguaya.
- Tobías Vargas: futbolista del  Sportivo Luqueño. Se consagró campeón del Torneo Clausura 2010 con el Club Libertad.
- Julio Villalba: futbolista del  Sol de América y de la Selección sub-20.
- Marcelo Báez: futbolista del  Guaireña.
- Robin Ramírez: futbolista del  Independiente Petrolero.
- Alberto Espínola: futbolista del  Club Cerro Porteño y de la Selección Paraguaya.

## Relaciones exteriores

### Consulados
- Consulado de Alemania: Avenida Paraná 77, Paraná Country Club, Hernandarias.
- Consulado General de Argentina: Avenida Adrián Jara, Calle Boquerón, Edificio China.
- Consulado General de Brasil: Avenida Pa'i Pérez, Calle Pampliega 205.
- Consulado de Eslovaquia: Calle Boquerón 310, Edificio Grupo Monalisa S.A.
- Viceconsulado de España: km 11 ½, Ruta PY02, Zona Franca Global.
- Consulado de Francia: Avenida Boquerón N.º 152, 2° piso.
- Consulado de Italia: Avenida San Blas, Calle Leonardo Ramírez Rolón.
- Consulado de Perú: km 4, Avenida Monseñor Rodríguez.
- Consulado de Siria: Avenida 11 de Septiembre N.º 399.
- Consulado General de Taiwán: Avenida del Lago.
- Consulado de Turquía: Avenida Monseñor Rodríguez, entre Itaybaté y Rubio Ñu, Edificio Mannah 10 Piso A.
- Consulado de Uruguay: Avenida Pa'i Pérez, Calle Regimiento Piribebuy N.º 63.

### Ciudades hermanadas
- Foz do Iguaçu, Brasil
- José C. Paz, Argentina[104]
- Puerto Iguazú, Argentina
- Taipéi, Taiwán